# 2016年のアメリカンリーグチャンピオンシップシリーズ
2016年の野球において、メジャーリーグベースボール（MLB）のポストシーズンは10月4日に開幕した。アメリカンリーグの第47回リーグチャンピオンシップシリーズ（英語: 47th American League Championship Series、以下「リーグ優勝決定戦」と表記）は、14日から19日にかけて計5試合が開催された。その結果、クリーブランド・インディアンス（中地区）がトロント・ブルージェイズ（東地区）を4勝1敗で下し、19年ぶり6回目のリーグ優勝およびワールドシリーズ進出を果たした。
両球団がポストシーズンで対戦するのはこれが初めて。その一方、アメリカ合衆国オハイオ州クリーブランドを本拠地とするチームとカナダのオンタリオ州トロントを本拠地とするチームが、北米4大プロスポーツリーグにおいてポストシーズンで対戦するのはこの年これが2度目である。1度目は5月に行われたバスケットボール・NBAのイースタン・カンファレンス決勝で、このときはクリーブランド・キャバリアーズがトロント・ラプターズを4勝2敗で下していた。今シリーズをインディアンスが制したことで、クリーブランドは対トロント2連勝となった。シリーズMVPには、第4戦を除く4試合いずれもイニングまたぎの救援登板をし、計7.2イニングで14三振を奪って1セーブ3ホールド・防御率0.00を記録したインディアンスのアンドリュー・ミラーが選出された。しかしインディアンスは、ワールドシリーズではナショナルリーグ王者シカゴ・カブスに3勝4敗で敗れ、68年ぶり3度目の、そしてキャバリアーズが6月のNBAファイナルを制したのに次ぐ優勝を逃した。

## 両チームの2016年
10月9日にまずブルージェイズ（東地区2位＝第1ワイルドカード）が、そして10日にはインディアンス（中地区優勝）が、それぞれ地区シリーズ突破を決めてリーグ優勝決定戦へ駒を進めた。
ブルージェイズは2015年、地区優勝で22年ぶりにポストシーズン出場を果たし、リーグ優勝決定戦へ進出した。しかし敗退後、GMのアレックス・アンソポロスが球団社長マーク・シャパイロとの路線対立により退団し、またエース左腕デビッド・プライスがFAとなった。チームは後任GM選びと戦力補強を並行して進め、ロス・アトキンスをGMへ招聘するとともに、先発ローテーションにはJ.A.ハップを加えた。2016年は前半戦を51勝40敗とし、地区では首位ボルチモア・オリオールズから2.0ゲーム差の3位、ワイルドカード争いではポストシーズン進出圏内の2位に入る。先発投手陣がリーグ最多のイニングを消化しながら、防御率が4.00より悪いローテーション投手はひとりだけと好投した。後半戦に入ると勝率をさらに上げ、一時は地区首位へ浮上する。しかし9月は一転して負け越し、首位から陥落し差を広げられていった。ワイルドカード争いはオリオールズやデトロイト・タイガース、シアトル・マリナーズとの四つ巴でもつれ、最終日の10月2日に第1ワイルドカードでのポストシーズン進出を確定させた。平均得点4.69はリーグ5位、防御率3.78はリーグ最高。勝率.500未満の球団との対戦で31勝28敗と取りこぼしが目立ち、勝ち越しを伸ばすことがあまりできなかった。オリオールズとのワイルドカードゲームには5x－2でサヨナラ勝利を収め、地区シリーズではテキサス・レンジャーズを3勝0敗で下した。
インディアンスは2014年・2015年と2年連続でポストシーズン進出を逃し、2015年は81勝80敗で第2ワイルドカードまで4.5ゲーム差届かなかった。投手陣が先発・救援ともに優れた戦力を有するのに対し、打線はオフに大きな補強もなく、中軸のジェイソン・キプニスとフランシスコ・リンドーアを除けば手薄な陣容だった。だがシーズンが開幕すると、その打線が高い得点力を発揮した。打者の多くが本塁打数を伸ばし、また走塁でも盗塁の数や成功率、打者の塁打数以上に先の塁へ進む率などで好成績を残した。6月に入り、地区首位カンザスシティ・ロイヤルズとの2日からの4連戦に全勝して順位を逆転すると、17日からは14連勝で突き放す。前半戦は52勝36敗で、2位タイガースに6.5ゲーム差をつけた。8月1日のトレード期限までには、救援左腕アンドリュー・ミラーを獲得する。ミラーは移籍後26登板のうち7回以前からの登板が9度、勝ち試合で最後を締めたのが7度と、イニングを固定されない柔軟な起用にも好投で応え、チームの継投の幅を広げた。後半戦も下位との差を保ってシーズンを進めていき、9月26日に9年ぶりの地区優勝を決めた。平均得点4.83と防御率3.84のいずれもリーグ2位。故障や出場停止処分などで長期欠場する選手もいたが、MLB最多11度のサヨナラ勝利で殊勲の一打を9人が放つなど、チーム全体が一丸となっていた。地区シリーズではボストン・レッドソックスを3勝0敗で下した。
リーグ優勝決定戦の第1・2・6・7戦を本拠地で開催できる "ホームフィールド・アドバンテージ" は、地区優勝球団どうしが対戦する場合はレギュラーシーズンの勝率がより高いほうの球団に、地区優勝球団とワイルドカード球団が対戦する場合は地区優勝球団に与えられる。したがって今シリーズでは、インディアンスがアドバンテージを得る。この年のレギュラーシーズンでは両球団は7試合対戦し、インディアンスが4勝3敗と勝ち越していた。そのなかには、延長19回まで続いた試合やサヨナラのランニング本塁打で決着した試合など、珍しい展開をたどった試合もあった。

## ロースター
両チームの出場選手登録（ロースター）は以下の通り。
- 名前の横の★はこの年のオールスターゲームに選出された選手を、＃はレギュラーシーズン開幕後に入団した選手を示す。
- 年齢は今シリーズ開幕時点でのもの。

| トロント・ブルージェイズ | トロント・ブルージェイズ | トロント・ブルージェイズ | トロント・ブルージェイズ      | トロント・ブルージェイズ | トロント・ブルージェイズ | トロント・ブルージェイズ | クリーブランド・インディアンス | クリーブランド・インディアンス | クリーブランド・インディアンス | クリーブランド・インディアンス | クリーブランド・インディアンス | クリーブランド・インディアンス | クリーブランド・インディアンス |
| 守備位置                 | 背番号                   | 出身                     | 選手                          | 投                       | 打                       | 年齢                     | 守備位置                       | 背番号                         | 出身                           | 選手                           | 投                             | 打                             | 年齢                           |
| ------------------------ | ------------------------ | ------------------------ | ----------------------------- | ------------------------ | ------------------------ | ------------------------ | ------------------------------ | ------------------------------ | ------------------------------ | ------------------------------ | ------------------------------ | ------------------------------ | ------------------------------ |
| 投手                     | 31                       | アメリカ合衆国の旗       | ジョー・ビアジーニ            | 右                       | 右                       | 26                       | 投手                           | 37                             | アメリカ合衆国の旗             | コディ・アレン                 | 右                             | 右                             | 27                             |
| 投手                     | 27                       | アメリカ合衆国の旗       | ブレット・セシル              | 左                       | 右                       | 30                       | 投手                           | 56                             | アメリカ合衆国の旗             | コディ・アンダーソン           | 右                             | 右                             | 26                             |
| 投手                     | 25                       | メキシコの旗             | マルコ・エストラーダ★         | 右                       | 右                       | 33                       | 投手                           | 47                             | アメリカ合衆国の旗             | トレバー・バウアー             | 右                             | 右                             | 25                             |
| 投手                     | 37                       | アメリカ合衆国の旗       | ジェイソン・グリーリ＃        | 右                       | 右                       | 39                       | 投手                           | 52                             | アメリカ合衆国の旗             | マイク・クレビンジャー         | 右                             | 右                             | 25                             |
| 投手                     | 33                       | アメリカ合衆国の旗       | J.A.ハップ                    | 左                       | 左                       | 33                       | 投手                           | 28                             | アメリカ合衆国の旗             | コーリー・クルーバー★          | 右                             | 右                             | 30                             |
| 投手                     | 45                       | ドミニカ共和国の旗       | フランシスコ・リリアーノ＃    | 左                       | 左                       | 32                       | 投手                           | 53                             | アメリカ合衆国の旗             | ジェフ・マンシップ             | 右                             | 右                             | 31                             |
| 投手                     | 62                       | アメリカ合衆国の旗       | アーロン・ループ              | 左                       | 左                       | 28                       | 投手                           | 34                             | アメリカ合衆国の旗             | ザック・マカリスター           | 右                             | 右                             | 28                             |
| 投手                     | 54                       | メキシコの旗             | ロベルト・オスナ              | 右                       | 右                       | 21                       | 投手                           | 54                             | アメリカ合衆国の旗             | ライアン・メリット             | 左                             | 左                             | 24                             |
| 投手                     | 41                       | アメリカ合衆国の旗       | アーロン・サンチェス★         | 右                       | 右                       | 24                       | 投手                           | 24                             | アメリカ合衆国の旗             | アンドリュー・ミラー★＃        | 左                             | 左                             | 31                             |
| 投手                     | 6                        | アメリカ合衆国の旗       | マーカス・ストローマン        | 右                       | 右                       | 25                       | 投手                           | 61                             | アメリカ合衆国の旗             | ダン・オテロ                   | 右                             | 右                             | 31                             |
| 投手                     | 52                       | アメリカ合衆国の旗       | ライアン・テペラ              | 右                       | 右                       | 28                       | 投手                           | 27                             | アメリカ合衆国の旗             | ブライアン・ショウ             | 右                             | 両                             | 29                             |
| 捕手                     | 55                       | カナダの旗               | ラッセル・マーティン          | 右                       | 右                       | 33                       | 投手                           | 43                             | アメリカ合衆国の旗             | ジョシュ・トムリン             | 右                             | 右                             | 31                             |
| 捕手                     | 30                       | ベネズエラの旗           | ディオナー・ナバーロ＃        | 右                       | 両                       | 32                       | 捕手                           | 10                             | ブラジルの旗                   | ヤン・ゴームズ                 | 右                             | 右                             | 29                             |
| 内野手                   | 18                       | アメリカ合衆国の旗       | ダーウィン・バーニー          | 右                       | 右                       | 30                       | 捕手                           | 55                             | プエルトリコの旗               | ロベルト・ペレス               | 右                             | 右                             | 27                             |
| 内野手                   | 20                       | アメリカ合衆国の旗       | ジョシュ・ドナルドソン★       | 右                       | 右                       | 30                       | 内野手                         | 22                             | アメリカ合衆国の旗             | ジェイソン・キプニス           | 右                             | 左                             | 29                             |
| 内野手                   | 10                       | ドミニカ共和国の旗       | エドウィン・エンカーナシオン★ | 右                       | 右                       | 33                       | 内野手                         | 12                             | プエルトリコの旗               | フランシスコ・リンドーア★      | 右                             | 両                             | 22                             |
| 内野手                   | 17                       | アメリカ合衆国の旗       | ライアン・ゴインズ            | 右                       | 左                       | 28                       | 内野手                         | 1                              | ドミニカ共和国の旗             | マイケル・マルティネス＃       | 右                             | 両                             | 34                             |
| 内野手                   | 14                       | アメリカ合衆国の旗       | ジャスティン・スモーク[※]     | 左                       | 両                       | 29                       | 内野手                         | 26                             | アメリカ合衆国の旗             | マイク・ナポリ                 | 右                             | 右                             | 34                             |
| 内野手                   | 29                       | アメリカ合衆国の旗       | デボン・トラビス[※]           | 右                       | 右                       | 25                       | 内野手                         | 11                             | ドミニカ共和国の旗             | ホセ・ラミレス                 | 右                             | 両                             | 24                             |
| 内野手                   | 2                        | アメリカ合衆国の旗       | トロイ・トゥロウィツキー      | 右                       | 右                       | 32                       | 内野手                         | 41                             | ドミニカ共和国の旗             | カルロス・サンタナ             | 右                             | 両                             | 30                             |
| 外野手                   | 19                       | ドミニカ共和国の旗       | ホセ・バティスタ              | 右                       | 右                       | 35                       | 外野手                         | 8                              | アメリカ合衆国の旗             | ロニー・チゼンホール           | 右                             | 左                             | 28                             |
| 外野手                   | 3                        | ベネズエラの旗           | エセキエル・カレーラ          | 左                       | 左                       | 29                       | 外野手                         | 4                              | アメリカ合衆国の旗             | ココ・クリスプ＃               | 右                             | 両                             | 36                             |
| 外野手                   | 11                       | アメリカ合衆国の旗       | ケビン・ピラー                | 右                       | 右                       | 27                       | 外野手                         | 20                             | アメリカ合衆国の旗             | ラージャイ・デービス           | 右                             | 右                             | 35                             |
| 外野手                   | 23                       | カナダの旗               | ドルトン・ポンペイ            | 右                       | 両                       | 23                       | 外野手                         | 6                              | アメリカ合衆国の旗             | ブランドン・ガイヤー＃         | 右                             | 右                             | 30                             |
| 外野手                   | 21                       | カナダの旗               | マイケル・ソーンダース★       | 右                       | 左                       | 29                       | 外野手                         | 30                             | アメリカ合衆国の旗             | タイラー・ネイキン             | 右                             | 左                             | 25                             |
| 外野手                   | 7                        | アメリカ合衆国の旗       | メルビン・アップトンJr.＃     | 右                       | 右                       | 32                       |                                |                                |                                |                                |                                |                                |                                |

※  第1戦終了後にトラビスが故障のためロースターを外れ、第2戦からはスモークが代わりに登録された。
ブルージェイズは地区シリーズのロースターから、投手をひとり減らすかたちで3選手を入れ替えた。投手は救援右腕のダニー・バーンズとスコット・フェルドマンを外して左腕のフランシスコ・リリアーノを入れ、野手はジャスティン・スモークを外してライアン・ゴインズとドルトン・ポンペイを入れた。リリアーノは地区シリーズ第2戦でライナー性打球の頭部直撃を受け、いったんロースターを外れてバーンズと入れ替わった。結局バーンズとフェルドマンに登板機会が巡ってこないままシリーズが決着したため、リーグ優勝決定戦ではリリアーノが復帰する代わりにふたりが外された。ただしリリアーノは、MLB機構が定める脳震盪対策規定により7日間の欠場が義務付けられているため、第1戦では登板できない。野手では、正二塁手デボン・トラビスが右膝骨挫傷で地区シリーズの第2戦と第3戦を欠場したため、怪我が悪化した場合に備えてゴインズが登録された。ポンペイは、試合が僅差となった場合の代走要員として選ばれた。スモークが外されたのは、ゴインズやホセ・バティスタら複数の選手がスモークと同じ一塁をこなせるうえ、スモーク自身レギュラーシーズン後半戦では全打席の35％以上で三振を喫する打撃不振に陥っていたことが理由として挙げられる。
インディアンスは地区シリーズのロースターから、捕手のクリス・ジメネスに代えて左投手のライアン・メリットを加えた。地区シリーズでインディアンスは捕手を3人擁していたが、実際に出場したのはロベルト・ペレスだけだった。残るふたりのうちヤン・ゴームズは、7月中旬に右肩鎖関節離開で戦線を離脱し、9月下旬にはマイナーでのリハビリ出場中に右手首への死球で骨折するなど、相次ぐ故障に見舞われ一時はシーズン中の復帰を絶望視されていた。地区シリーズでは出番がなかったものの、リーグ優勝決定戦開幕前日の練習では三塁や二塁への送球をこなし、守備にも就ける状態まで回復したことを示した。投手をひとり増やしたのは、先発投手が不足しているためである。レギュラーシーズンの先発ローテーションからは9月に入り、ダニー・サラザーが前腕部の張りで、カルロス・カラスコが打球直撃による右手骨折で、相次いで戦列を離れた。そのため今シリーズでは、コーリー・クルーバー→ジョシュ・トムリン→トレバー・バウアーに次ぐ4人目の先発が定まっていない。メリットのロースター入りは、この谷間の日にマイク・クレビンジャーからメリットやコディ・アンダーソンら、イニングまたぎが可能な複数の投手をつなぐ起用法を視野に入れてのものである。

## 試合結果
2016年のアメリカンリーグ優勝決定戦は10月14日に開幕し、途中に移動日を挟んで6日間で5試合が行われた。日程・結果は以下の通り。
| 日付                                                           | 試合  | ビジター球団（先攻）           | スコア | ホーム球団（後攻）             | 開催球場                   | 開催球場                                             |
| -------------------------------------------------------------- | ----- | ------------------------------ | ------ | ------------------------------ | -------------------------- | ---------------------------------------------------- |
| 10月14日（金）                                                 | 第1戦 | トロント・ブルージェイズ       | 0－2   | クリーブランド・インディアンス | プログレッシブ・フィールド | プログレッシブ・ · フィールドロジャーズ・ · センター |
| 10月15日（土）                                                 | 第2戦 | トロント・ブルージェイズ       | 1－2   | クリーブランド・インディアンス | プログレッシブ・フィールド | プログレッシブ・ · フィールドロジャーズ・ · センター |
| 10月16日（日）                                                 |       | 移動日                         | 移動日 | 移動日                         |                            | プログレッシブ・ · フィールドロジャーズ・ · センター |
| 10月17日（月）                                                 | 第3戦 | クリーブランド・インディアンス | 4－2   | トロント・ブルージェイズ       | ロジャーズ・センター       | プログレッシブ・ · フィールドロジャーズ・ · センター |
| 10月18日（火）                                                 | 第4戦 | クリーブランド・インディアンス | 1－5   | トロント・ブルージェイズ       | ロジャーズ・センター       | プログレッシブ・ · フィールドロジャーズ・ · センター |
| 10月19日（水）                                                 | 第5戦 | クリーブランド・インディアンス | 3－0   | トロント・ブルージェイズ       | ロジャーズ・センター       | プログレッシブ・ · フィールドロジャーズ・ · センター |
| 優勝：クリーブランド・インディアンス（4勝1敗 / 19年ぶり6度目） |       |                                |        |                                |                            | プログレッシブ・ · フィールドロジャーズ・ · センター |

### 第1戦 10月14日
- プログレッシブ・フィールド（アメリカ合衆国オハイオ州クリーブランド）

|                                | 1 | 2 | 3 | 4 | 5 | 6 | 7 | 8 | 9 | R | H | E |
| ------------------------------ | - | - | - | - | - | - | - | - | - | - | - | - |
| トロント・ブルージェイズ       | 0 | 0 | 0 | 0 | 0 | 0 | 0 | 0 | 0 | 0 | 7 | 0 |
| クリーブランド・インディアンス | 0 | 0 | 0 | 0 | 0 | 2 | 0 | 0 | 0 | 2 | 6 | 0 |

1. 勝利：コーリー・クルーバー（1勝）
2. セーブ：コディ・アレン（1S）
3. 敗戦：マルコ・エストラーダ（1敗）
4. 本塁打
CLE：フランシスコ・リンドーア1号2ラン
5. 審判
［球審］ラス・ディアス
［塁審］一塁: ジム・ウルフ、二塁: ブライアン・ゴーマン、三塁: ジム・レイノルズ
［外審］左翼: マイク・エベリット、右翼: ジェフ・ネルソン
6. 試合開始時刻: 東部夏時間（UTC-4）午後8時8分  試合時間: 2時間44分  観客: 3万7727人  気温: 58°F（14.4°C）
詳細: MLB.com Gameday / ESPN.com / Baseball-Reference.com / Fangraphs

| トロント・ブルージェイズ | トロント・ブルージェイズ | トロント・ブルージェイズ | トロント・ブルージェイズ | トロント・ブルージェイズ | クリーブランド・インディアンス | クリーブランド・インディアンス | クリーブランド・インディアンス | クリーブランド・インディアンス | クリーブランド・インディアンス                                                                                     |
| ------------------------ | ------------------------ | ------------------------ | ------------------------ | --- | ------------------------------ | ------------------------------ | ------------------------------ | ------------------------------ | --- |
| 打順                     | 守備                     | 選手                     | 打席                     | M・エストラーダR・マーティンE・エンカー · ナシオンD・トラビスJ・ドナルド · ソンT・トゥロ · ウィツキーE・カレーラK・ピラーJ・バティスタM・ソーンダース | 打順                           | 守備                           | 選手                           | 打席                           | C・クルーバーR・ペレスM・ナポリJ・キプニスJ・ラミレスF・リンドーアC・クリスプT・ネイキンL・チゼンホールC・サンタナ |
| 1                        | 左                       | E・カレーラ              | 左                       | M・エストラーダR・マーティンE・エンカー · ナシオンD・トラビスJ・ドナルド · ソンT・トゥロ · ウィツキーE・カレーラK・ピラーJ・バティスタM・ソーンダース | 1                              | DH                             | C・サンタナ                    | 両                             | C・クルーバーR・ペレスM・ナポリJ・キプニスJ・ラミレスF・リンドーアC・クリスプT・ネイキンL・チゼンホールC・サンタナ |
| 2                        | 三                       | J・ドナルドソン          | 右                       | M・エストラーダR・マーティンE・エンカー · ナシオンD・トラビスJ・ドナルド · ソンT・トゥロ · ウィツキーE・カレーラK・ピラーJ・バティスタM・ソーンダース | 2                              | 二                             | J・キプニス                    | 左                             | C・クルーバーR・ペレスM・ナポリJ・キプニスJ・ラミレスF・リンドーアC・クリスプT・ネイキンL・チゼンホールC・サンタナ |
| 3                        | 一                       | E・エンカーナシオン      | 右                       | M・エストラーダR・マーティンE・エンカー · ナシオンD・トラビスJ・ドナルド · ソンT・トゥロ · ウィツキーE・カレーラK・ピラーJ・バティスタM・ソーンダース | 3                              | 遊                             | F・リンドーア                  | 両                             | C・クルーバーR・ペレスM・ナポリJ・キプニスJ・ラミレスF・リンドーアC・クリスプT・ネイキンL・チゼンホールC・サンタナ |
| 4                        | 右                       | J・バティスタ            | 右                       | M・エストラーダR・マーティンE・エンカー · ナシオンD・トラビスJ・ドナルド · ソンT・トゥロ · ウィツキーE・カレーラK・ピラーJ・バティスタM・ソーンダース | 4                              | 一                             | M・ナポリ                      | 右                             | C・クルーバーR・ペレスM・ナポリJ・キプニスJ・ラミレスF・リンドーアC・クリスプT・ネイキンL・チゼンホールC・サンタナ |
| 5                        | 捕                       | R・マーティン            | 右                       | M・エストラーダR・マーティンE・エンカー · ナシオンD・トラビスJ・ドナルド · ソンT・トゥロ · ウィツキーE・カレーラK・ピラーJ・バティスタM・ソーンダース | 5                              | 三                             | J・ラミレス                    | 両                             | C・クルーバーR・ペレスM・ナポリJ・キプニスJ・ラミレスF・リンドーアC・クリスプT・ネイキンL・チゼンホールC・サンタナ |
| 6                        | 遊                       | T・トゥロウィツキー      | 右                       | M・エストラーダR・マーティンE・エンカー · ナシオンD・トラビスJ・ドナルド · ソンT・トゥロ · ウィツキーE・カレーラK・ピラーJ・バティスタM・ソーンダース | 6                              | 右                             | L・チゼンホール                | 左                             | C・クルーバーR・ペレスM・ナポリJ・キプニスJ・ラミレスF・リンドーアC・クリスプT・ネイキンL・チゼンホールC・サンタナ |
| 7                        | DH                       | M・ソーンダース          | 左                       | M・エストラーダR・マーティンE・エンカー · ナシオンD・トラビスJ・ドナルド · ソンT・トゥロ · ウィツキーE・カレーラK・ピラーJ・バティスタM・ソーンダース | 7                              | 左                             | C・クリスプ                    | 両                             | C・クルーバーR・ペレスM・ナポリJ・キプニスJ・ラミレスF・リンドーアC・クリスプT・ネイキンL・チゼンホールC・サンタナ |
| 8                        | 中                       | K・ピラー                | 右                       | M・エストラーダR・マーティンE・エンカー · ナシオンD・トラビスJ・ドナルド · ソンT・トゥロ · ウィツキーE・カレーラK・ピラーJ・バティスタM・ソーンダース | 8                              | 中                             | T・ネイキン                    | 左                             | C・クルーバーR・ペレスM・ナポリJ・キプニスJ・ラミレスF・リンドーアC・クリスプT・ネイキンL・チゼンホールC・サンタナ |
| 9                        | 二                       | D・トラビス              | 右                       | M・エストラーダR・マーティンE・エンカー · ナシオンD・トラビスJ・ドナルド · ソンT・トゥロ · ウィツキーE・カレーラK・ピラーJ・バティスタM・ソーンダース | 9                              | 捕                             | R・ペレス                      | 右                             | C・クルーバーR・ペレスM・ナポリJ・キプニスJ・ラミレスF・リンドーアC・クリスプT・ネイキンL・チゼンホールC・サンタナ |
| 先発投手                 | 先発投手                 | 先発投手                 | 投球                     | M・エストラーダR・マーティンE・エンカー · ナシオンD・トラビスJ・ドナルド · ソンT・トゥロ · ウィツキーE・カレーラK・ピラーJ・バティスタM・ソーンダース | 先発投手                       | 先発投手                       | 先発投手                       | 投球                           | C・クルーバーR・ペレスM・ナポリJ・キプニスJ・ラミレスF・リンドーアC・クリスプT・ネイキンL・チゼンホールC・サンタナ |
| M・エストラーダ          | M・エストラーダ          | M・エストラーダ          | 右                       | M・エストラーダR・マーティンE・エンカー · ナシオンD・トラビスJ・ドナルド · ソンT・トゥロ · ウィツキーE・カレーラK・ピラーJ・バティスタM・ソーンダース | C・クルーバー                  | C・クルーバー                  | C・クルーバー                  | 右                             | C・クルーバーR・ペレスM・ナポリJ・キプニスJ・ラミレスF・リンドーアC・クリスプT・ネイキンL・チゼンホールC・サンタナ |

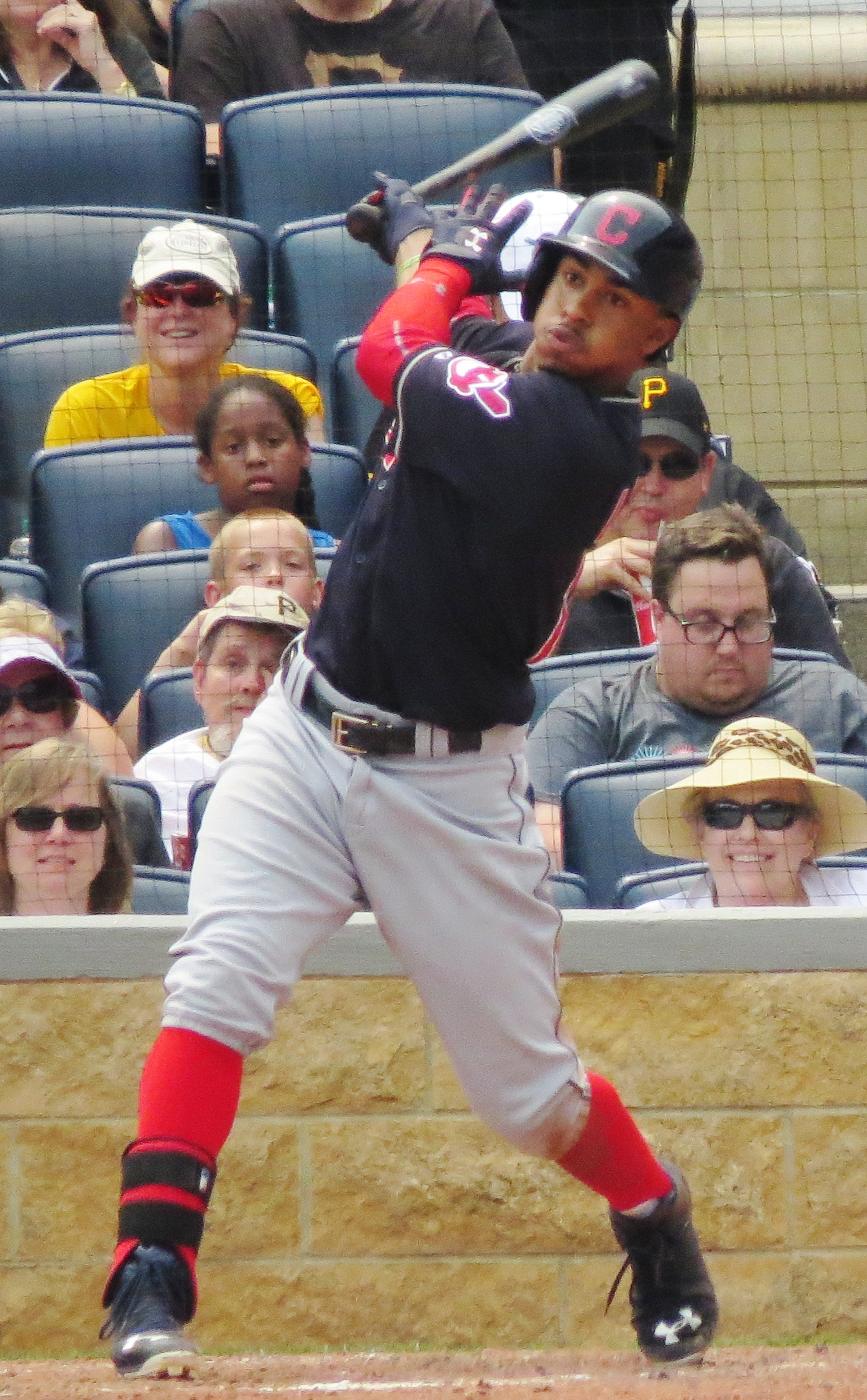
フランシスコ・リンドーアの2点本塁打が先制・決勝の一打となった（写真は2015年7月5日撮影）

インディアンスの先発投手コーリー・クルーバーはこの年のレギュラーシーズン、ブルージェイズとの対戦では2登板で防御率6.30と苦しんだ。そのブルージェイズ打線は、テキサス・レンジャーズとの地区シリーズ3試合で8本塁打・22得点と好調だった。初回表、ブルージェイズは一死から2番ジョシュ・ドナルドソンが中前打で出塁すると、次打者エドウィン・エンカーナシオンも二塁打で続き、二・三塁と先制の好機を作る。しかしクルーバーは4番ホセ・バティスタを3球三振、5番ラッセル・マーティンを一ゴロに仕留めて無失点に封じた。2回以降もブルージェイズが走者を得点圏へ進め、クルーバーが要所を締めて得点を阻む展開が続く。2回表一死一・二塁では9番デボン・トラビスが遊ゴロ併殺、3回表二死一・二塁では5番マーティンが空振り三振、と初回から3イニング連続で2走者が残塁し無得点に。4回表は一死一塁から8番ケビン・ピラーが右前へ抜けそうなゴロを放つも、二塁手ジェイソン・キプニスが横っ飛びで打球を止めてピラーを一塁でアウトにし、一死一・三塁となるのを防いだ。クルーバーは味方の好守にも助けられ、この回も無失点で終えた。これに対して、ブルージェイズの先発投手マルコ・エストラーダもインディアンス打線を封じ、0－0のまま4回が終了する。
インディアンスは5回、まず表のイニングをクルーバーがこの試合で初の三者凡退とした。そしてその裏、先頭打者ロニー・チゼンホールが右前打で出塁し、次打者ココ・クリスプが犠牲バントを決めて、初めて得点圏へ走者を進めた。このバント処理で、ブルージェイズの二塁手トラビスが一塁カバーへ入った際に右足を痛めた。トラビスは出場を継続したが、8番タイラー・ネイキンが1球で投ゴロに倒れた際、右足を接地して歩くことができなくなり、ライアン・ゴインズとの交代を余儀なくされた。トラビスの右足は9月頃から状態が悪く、ブルージェイズは地区シリーズの第2戦と第3戦を欠場させたうえで今シリーズのロースターに登録したが、じゅうぶんな回復には至らなかった。この事態にも、エストラーダは9番ロベルト・ペレスを3球で三振させて危機を切り抜けた。
6回裏、一死から2番キプニスが四球で出塁する。エストラーダは、3番フランシスコ・リンドーアを2球で2ストライクに追い込んだあと、3球目にチェンジアップを選んだ。インディアンス打線はこの日、ここまでエストラーダのチェンジアップ22球中13球に手を出し、空振りを5度喫する一方で安打を1本も打てていなかった。捕手マーティンはチェンジアップを外角低めのストライクゾーンから外れた位置に要求し、エストラーダはバウンドさせるつもりで球を投じた。しかしこの球が狙いに反して内角低めに行き、リンドーアが逃さずに捉えると、打球は右中間スタンドへ飛び込む2点本塁打となった。リンドーアは2015年のデビュー以来、レギュラーシーズン通算で内角低めストライクゾーン内へのチェンジアップに対して長打率.000、また2ストライクからのチェンジアップに対して長打率.157と苦しんでいたが、その両方の条件に当てはまる球をこの場面で本塁打にしてみせた。リンドーアは、打った直後は中堅手ピラーに打球を捕られると思っており、打球がフェンスを越えるのを見ると神に感謝したという。
7回表、クルーバーは先頭打者ピラーを1球で遊ゴロに打ち取り、投球数がちょうど100球に達したところで降板した。本拠地プログレッシブ・フィールドのファンは、ダグアウトへ引き揚げるクルーバーを「クルウウウウ」というチャントで称えた。2番手に左のアンドリュー・ミラーが登板すると、ブルージェイズは9番ゴインズにはダーウィン・バーニー、1番エセキエル・カレーラにはメルビン・アップトン・ジュニアと右の代打を続けたが、いずれも三振に倒れた。ミラーはイニングをまたいで8回表も続投し、先頭打者ドナルドソンには中前打を許したものの、その後は3番エンカーナシオン以下を3者連続三振に封じた。そして9回表はコディ・アレンが三者凡退で締め、インディアンスが先勝した。ブルージェイズは、先発エストラーダがクルーバーより1球多いだけの101球で8イニングを完投したが、打線が彼を援護できなかった。終わってみれば、ブルージェイズの走者が三塁まで進むのは、初回表が最初で最後だった。

### 第2戦 10月15日
- プログレッシブ・フィールド（アメリカ合衆国オハイオ州クリーブランド）

|                                | 1 | 2 | 3 | 4 | 5 | 6 | 7 | 8 | 9 | R | H | E |
| ------------------------------ | - | - | - | - | - | - | - | - | - | - | - | - |
| トロント・ブルージェイズ       | 0 | 0 | 1 | 0 | 0 | 0 | 0 | 0 | 0 | 1 | 3 | 1 |
| クリーブランド・インディアンス | 0 | 1 | 1 | 0 | 0 | 0 | 0 | 0 | X | 2 | 4 | 0 |

1. 勝利：ジョシュ・トムリン（1勝）
2. セーブ：コディ・アレン（2S）
3. 敗戦：J.A.ハップ（1敗）
4. 本塁打
CLE：カルロス・サンタナ1号ソロ
5. 審判
［球審］ジム・ウルフ
［塁審］一塁: ブライアン・ゴーマン、二塁: ジム・レイノルズ、三塁: マイク・エベリット
［外審］左翼: ジェフ・ネルソン、右翼: ラス・ディアス
6. 試合開始時刻: 東部夏時間（UTC-4）午後4時9分  試合時間: 2時間44分  観客: 3万7870人  気温: 76°F（24.4°C）
詳細: MLB.com Gameday / ESPN.com / Baseball-Reference.com / Fangraphs

| トロント・ブルージェイズ | トロント・ブルージェイズ | トロント・ブルージェイズ | トロント・ブルージェイズ | トロント・ブルージェイズ | クリーブランド・インディアンス | クリーブランド・インディアンス | クリーブランド・インディアンス | クリーブランド・インディアンス | クリーブランド・インディアンス                                                                                   |
| ------------------------ | ------------------------ | ------------------------ | ------------------------ | --- | ------------------------------ | ------------------------------ | ------------------------------ | ------------------------------ | --- |
| 打順                     | 守備                     | 選手                     | 打席                     | J・ハップR・マーティンE・エンカー · ナシオンD・バーニーJ・ドナルド · ソンT・トゥロ · ウィツキーE・カレーラK・ピラーJ・バティスタM・ソーンダース | 打順                           | 守備                           | 選手                           | 打席                           | J・トムリンR・ペレスM・ナポリJ・キプニスJ・ラミレスF・リンドーアB・ガイヤーR・デービスL・チゼンホールC・サンタナ |
| 1                        | 左                       | E・カレーラ              | 左                       | J・ハップR・マーティンE・エンカー · ナシオンD・バーニーJ・ドナルド · ソンT・トゥロ · ウィツキーE・カレーラK・ピラーJ・バティスタM・ソーンダース | 1                              | 中                             | R・デービス                    | 右                             | J・トムリンR・ペレスM・ナポリJ・キプニスJ・ラミレスF・リンドーアB・ガイヤーR・デービスL・チゼンホールC・サンタナ |
| 2                        | 三                       | J・ドナルドソン          | 右                       | J・ハップR・マーティンE・エンカー · ナシオンD・バーニーJ・ドナルド · ソンT・トゥロ · ウィツキーE・カレーラK・ピラーJ・バティスタM・ソーンダース | 2                              | 二                             | J・キプニス                    | 左                             | J・トムリンR・ペレスM・ナポリJ・キプニスJ・ラミレスF・リンドーアB・ガイヤーR・デービスL・チゼンホールC・サンタナ |
| 3                        | 一                       | E・エンカーナシオン      | 右                       | J・ハップR・マーティンE・エンカー · ナシオンD・バーニーJ・ドナルド · ソンT・トゥロ · ウィツキーE・カレーラK・ピラーJ・バティスタM・ソーンダース | 3                              | 遊                             | F・リンドーア                  | 両                             | J・トムリンR・ペレスM・ナポリJ・キプニスJ・ラミレスF・リンドーアB・ガイヤーR・デービスL・チゼンホールC・サンタナ |
| 4                        | 右                       | J・バティスタ            | 右                       | J・ハップR・マーティンE・エンカー · ナシオンD・バーニーJ・ドナルド · ソンT・トゥロ · ウィツキーE・カレーラK・ピラーJ・バティスタM・ソーンダース | 4                              | 一                             | M・ナポリ                      | 右                             | J・トムリンR・ペレスM・ナポリJ・キプニスJ・ラミレスF・リンドーアB・ガイヤーR・デービスL・チゼンホールC・サンタナ |
| 5                        | 遊                       | T・トゥロウィツキー      | 右                       | J・ハップR・マーティンE・エンカー · ナシオンD・バーニーJ・ドナルド · ソンT・トゥロ · ウィツキーE・カレーラK・ピラーJ・バティスタM・ソーンダース | 5                              | DH                             | C・サンタナ                    | 両                             | J・トムリンR・ペレスM・ナポリJ・キプニスJ・ラミレスF・リンドーアB・ガイヤーR・デービスL・チゼンホールC・サンタナ |
| 6                        | 捕                       | R・マーティン            | 右                       | J・ハップR・マーティンE・エンカー · ナシオンD・バーニーJ・ドナルド · ソンT・トゥロ · ウィツキーE・カレーラK・ピラーJ・バティスタM・ソーンダース | 6                              | 三                             | J・ラミレス                    | 両                             | J・トムリンR・ペレスM・ナポリJ・キプニスJ・ラミレスF・リンドーアB・ガイヤーR・デービスL・チゼンホールC・サンタナ |
| 7                        | DH                       | M・ソーンダース          | 左                       | J・ハップR・マーティンE・エンカー · ナシオンD・バーニーJ・ドナルド · ソンT・トゥロ · ウィツキーE・カレーラK・ピラーJ・バティスタM・ソーンダース | 7                              | 左                             | B・ガイヤー                    | 右                             | J・トムリンR・ペレスM・ナポリJ・キプニスJ・ラミレスF・リンドーアB・ガイヤーR・デービスL・チゼンホールC・サンタナ |
| 8                        | 中                       | K・ピラー                | 右                       | J・ハップR・マーティンE・エンカー · ナシオンD・バーニーJ・ドナルド · ソンT・トゥロ · ウィツキーE・カレーラK・ピラーJ・バティスタM・ソーンダース | 8                              | 右                             | L・チゼンホール                | 左                             | J・トムリンR・ペレスM・ナポリJ・キプニスJ・ラミレスF・リンドーアB・ガイヤーR・デービスL・チゼンホールC・サンタナ |
| 9                        | 二                       | D・バーニー              | 右                       | J・ハップR・マーティンE・エンカー · ナシオンD・バーニーJ・ドナルド · ソンT・トゥロ · ウィツキーE・カレーラK・ピラーJ・バティスタM・ソーンダース | 9                              | 捕                             | R・ペレス                      | 右                             | J・トムリンR・ペレスM・ナポリJ・キプニスJ・ラミレスF・リンドーアB・ガイヤーR・デービスL・チゼンホールC・サンタナ |
| 先発投手                 | 先発投手                 | 先発投手                 | 投球                     | J・ハップR・マーティンE・エンカー · ナシオンD・バーニーJ・ドナルド · ソンT・トゥロ · ウィツキーE・カレーラK・ピラーJ・バティスタM・ソーンダース | 先発投手                       | 先発投手                       | 先発投手                       | 投球                           | J・トムリンR・ペレスM・ナポリJ・キプニスJ・ラミレスF・リンドーアB・ガイヤーR・デービスL・チゼンホールC・サンタナ |
| J・ハップ                | J・ハップ                | J・ハップ                | 左                       | J・ハップR・マーティンE・エンカー · ナシオンD・バーニーJ・ドナルド · ソンT・トゥロ · ウィツキーE・カレーラK・ピラーJ・バティスタM・ソーンダース | J・トムリン                    | J・トムリン                    | J・トムリン                    | 右                             | J・トムリンR・ペレスM・ナポリJ・キプニスJ・ラミレスF・リンドーアB・ガイヤーR・デービスL・チゼンホールC・サンタナ |

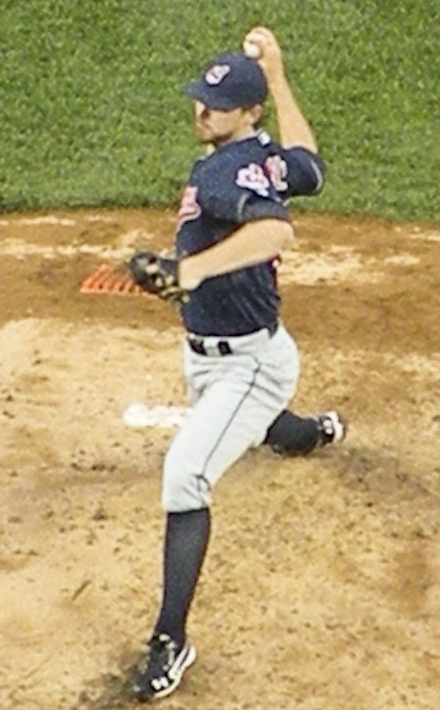
ジョシュ・トムリンは登板日の変更にも対応して5イニング以上を投げた（写真は2012年6月25日撮影）

この試合を前に、両球団とも故障者への対応に追われた。ブルージェイズは、デボン・トラビスが前日の試合で右足の状態を悪化させたため、ロースターから彼を外して新たにジャスティン・スモークを加えた。この日の先発ラインナップでは、トラビスの守備位置だった二塁にはダーウィン・バーニーが入った。インディアンスはこの日の先発投手として、当初予定していたトレバー・バウアーに代えて、第3戦の先発予定だったジョシュ・トムリンをスライド起用した。バウアーは13日夜、趣味のドローン（マルチコプター）をいじっているときプロペラで右手小指に切り傷を負い、10針縫う羽目になっていた。トムリンが先発予定のスライドを告げられたのは、14日朝のことだった。
トムリンにとって、ブルージェイズ打線は相性が悪い。トムリンがゴロを打たせるタイプではなく被本塁打も多いのに対し、ブルージェイズ打線には強打者が揃っているためである。実際に8月の対戦でも、トムリンは3本塁打を浴びていた。ただブルージェイズ打線には、カーブが苦手という弱点があった。この年のレギュラーシーズン、ジョシュ・ドナルドソンやエドウィン・エンカーナシオンら中心打者の対カーブBABIPは軒並み1割台に低迷している。トムリンは自身のカーブを「日によって良かったり悪かったり」で出来が安定しないと評するが、ブルージェイズ打線にゴロを打たせるため、この日はシンカーなど他の沈む球種とともに多用することにした。その立ち上がりは、初回表先頭打者エセキエル・カレーラから5打者連続で内野ゴロに打ち取った。
2回裏、ブルージェイズ先発投手J.A.ハップはインディアンス先頭打者カルロス・サンタナに対し、1ボールからの2球目、内角低めへ90mph（約144.8km/h）の速球で見逃しのストライクをとる。続く3球目、ハップが速球を外角へ投じようとして制球を乱し、89mph（約143.2km/h）の球は2球目とほぼ同じコースへ向かった。サンタナがこれを逃さずに捉えると、打球は左翼フェンスを越える先制本塁打となった。ハップにとってこの一打は24.2イニングぶりの被本塁打だった。その直後の3回表、ブルージェイズは一死から9番バーニーがゴロを中前へ運んで出塁し、1番カレーラの遊ゴロ間に二塁へ進む。2番ドナルドソンは右方向へラインドライブの二塁打を放ち、バーニーを還して同点とした。3回裏、インディアンスは一死一塁とする。2番ジェイソン・キプニスの打席で、一塁走者ラージャイ・デービスが初球に二塁へ盗塁し、さらに3球目の暴投で三塁へ進む。キプニスが左飛に倒れたあと、3番フランシスコ・リンドーアの中前打でデービスが勝ち越しのホームを踏んだ。
4回表以降は両チームとも無得点のまま、インディアンス1点リードの状態が続いていく。6回表、ブルージェイズの攻撃が2番ドナルドソンから始まるため、トムリンの降板も考えられたがインディアンスは続投を選択した。トムリンはドナルドソンを遊ゴロ、3番エンカーナシオンを中飛に打ち取ったあと、4番ホセ・バティスタを歩かせたところでブライアン・ショウの救援を仰いだ。トムリンの球種別投球割合をレギュラーシーズン平均とこの日で比較すると、カーブおよびシンカーが23％から53％に上昇し、フォーシームやカッターなど速球系は69％から44％に減っていた。特にカーブは全85球中36球に達し、そのうちの18球がストライクゾーン低めに決まっていた。ブルージェイズ打線の打球は、ゴロによるアウトが10個を数える一方で、インプレイになったフライはドナルドソンの適時二塁打とエンカーナシオンの中飛だけにとどまった。
ショウが5番トロイ・トゥロウィツキーを投ゴロに封じてイニングを終わらせたあと、7回表からはアンドリュー・ミラーが登板した。ミラーは2イニング連続で相手を三者凡退に封じ、うち5人から三振を奪った。前日に続く2日連続の5奪三振は、ポストシーズン史上初である。9回表はコディ・アレンが前日と同じく三者凡退としてリードを守りきった。ブルージェイズは6回裏以降ジョー・ビアジーニ→ロベルト・オスナの継投で点差を1点に保ったが、この日も打線が反撃できなかった。2試合で1得点のみ、中軸の2番打者から5番打者までが29打数5安打と、打線が湿っている。この翌日、バティスタが審判員の判定を暗に批判するような発言をし、インディアンスの公式Twitterアカウントが煽り返すつぶやきを投稿している。

### 第3戦 10月17日
- ロジャーズ・センター（カナダ オンタリオ州トロント）

|                                | 1 | 2 | 3 | 4 | 5 | 6 | 7 | 8 | 9 | R | H | E |
| ------------------------------ | - | - | - | - | - | - | - | - | - | - | - | - |
| クリーブランド・インディアンス | 1 | 0 | 0 | 1 | 0 | 2 | 0 | 0 | 0 | 4 | 7 | 0 |
| トロント・ブルージェイズ       | 0 | 1 | 0 | 0 | 1 | 0 | 0 | 0 | 0 | 2 | 7 | 0 |

1. 勝利：ブライアン・ショウ（1勝）
2. セーブ：アンドリュー・ミラー（1S）
3. 敗戦：マーカス・ストローマン（1敗）
4. 本塁打
CLE：マイク・ナポリ1号ソロ、ジェイソン・キプニス1号ソロ
TOR：マイケル・ソーンダース1号ソロ
5. 審判
［球審］ブライアン・ゴーマン
［塁審］一塁: ジム・レイノルズ、二塁: マイク・エベリット、三塁: ジェフ・ネルソン
［外審］左翼: マーク・ウェグナー、右翼: ジム・ウルフ
6. 試合開始時刻: 東部夏時間（UTC-4）午後8時9分  試合時間: 3時間23分  観客: 4万9507人  気温: 68°F（20°C）
詳細: MLB.com Gameday / ESPN.com / Baseball-Reference.com / Fangraphs

| クリーブランド・インディアンス | クリーブランド・インディアンス | クリーブランド・インディアンス | クリーブランド・インディアンス | クリーブランド・インディアンス                                                                                   | トロント・ブルージェイズ | トロント・ブルージェイズ | トロント・ブルージェイズ | トロント・ブルージェイズ | トロント・ブルージェイズ |
| ------------------------------ | ------------------------------ | ------------------------------ | ------------------------------ | --- | ------------------------ | ------------------------ | ------------------------ | ------------------------ | --- |
| 打順                           | 守備                           | 選手                           | 打席                           | T・バウアーR・ペレスM・ナポリJ・キプニスJ・ラミレスF・リンドーアC・クリスプT・ネイキンL・チゼンホールC・サンタナ | 打順                     | 守備                     | 選手                     | 打席                     | M・ストローマンR・マーティンE・エンカー · ナシオンR・ゴインズJ・ドナルド · ソンT・トゥロ · ウィツキーE・カレーラK・ピラーJ・バティスタM・ソーンダース |
| 1                              | DH                             | C・サンタナ                    | 両                             | T・バウアーR・ペレスM・ナポリJ・キプニスJ・ラミレスF・リンドーアC・クリスプT・ネイキンL・チゼンホールC・サンタナ | 1                        | 右                       | J・バティスタ            | 右                       | M・ストローマンR・マーティンE・エンカー · ナシオンR・ゴインズJ・ドナルド · ソンT・トゥロ · ウィツキーE・カレーラK・ピラーJ・バティスタM・ソーンダース |
| 2                              | 二                             | J・キプニス                    | 左                             | T・バウアーR・ペレスM・ナポリJ・キプニスJ・ラミレスF・リンドーアC・クリスプT・ネイキンL・チゼンホールC・サンタナ | 2                        | 三                       | J・ドナルドソン          | 右                       | M・ストローマンR・マーティンE・エンカー · ナシオンR・ゴインズJ・ドナルド · ソンT・トゥロ · ウィツキーE・カレーラK・ピラーJ・バティスタM・ソーンダース |
| 3                              | 遊                             | F・リンドーア                  | 両                             | T・バウアーR・ペレスM・ナポリJ・キプニスJ・ラミレスF・リンドーアC・クリスプT・ネイキンL・チゼンホールC・サンタナ | 3                        | 一                       | E・エンカーナシオン      | 右                       | M・ストローマンR・マーティンE・エンカー · ナシオンR・ゴインズJ・ドナルド · ソンT・トゥロ · ウィツキーE・カレーラK・ピラーJ・バティスタM・ソーンダース |
| 4                              | 一                             | M・ナポリ                      | 右                             | T・バウアーR・ペレスM・ナポリJ・キプニスJ・ラミレスF・リンドーアC・クリスプT・ネイキンL・チゼンホールC・サンタナ | 4                        | 遊                       | T・トゥロウィツキー      | 右                       | M・ストローマンR・マーティンE・エンカー · ナシオンR・ゴインズJ・ドナルド · ソンT・トゥロ · ウィツキーE・カレーラK・ピラーJ・バティスタM・ソーンダース |
| 5                              | 三                             | J・ラミレス                    | 両                             | T・バウアーR・ペレスM・ナポリJ・キプニスJ・ラミレスF・リンドーアC・クリスプT・ネイキンL・チゼンホールC・サンタナ | 5                        | 捕                       | R・マーティン            | 右                       | M・ストローマンR・マーティンE・エンカー · ナシオンR・ゴインズJ・ドナルド · ソンT・トゥロ · ウィツキーE・カレーラK・ピラーJ・バティスタM・ソーンダース |
| 6                              | 右                             | L・チゼンホール                | 左                             | T・バウアーR・ペレスM・ナポリJ・キプニスJ・ラミレスF・リンドーアC・クリスプT・ネイキンL・チゼンホールC・サンタナ | 6                        | DH                       | M・ソーンダース          | 左                       | M・ストローマンR・マーティンE・エンカー · ナシオンR・ゴインズJ・ドナルド · ソンT・トゥロ · ウィツキーE・カレーラK・ピラーJ・バティスタM・ソーンダース |
| 7                              | 左                             | C・クリスプ                    | 両                             | T・バウアーR・ペレスM・ナポリJ・キプニスJ・ラミレスF・リンドーアC・クリスプT・ネイキンL・チゼンホールC・サンタナ | 7                        | 中                       | K・ピラー                | 右                       | M・ストローマンR・マーティンE・エンカー · ナシオンR・ゴインズJ・ドナルド · ソンT・トゥロ · ウィツキーE・カレーラK・ピラーJ・バティスタM・ソーンダース |
| 8                              | 中                             | T・ネイキン                    | 左                             | T・バウアーR・ペレスM・ナポリJ・キプニスJ・ラミレスF・リンドーアC・クリスプT・ネイキンL・チゼンホールC・サンタナ | 8                        | 左                       | E・カレーラ              | 左                       | M・ストローマンR・マーティンE・エンカー · ナシオンR・ゴインズJ・ドナルド · ソンT・トゥロ · ウィツキーE・カレーラK・ピラーJ・バティスタM・ソーンダース |
| 9                              | 捕                             | R・ペレス                      | 右                             | T・バウアーR・ペレスM・ナポリJ・キプニスJ・ラミレスF・リンドーアC・クリスプT・ネイキンL・チゼンホールC・サンタナ | 9                        | 二                       | R・ゴインズ              | 左                       | M・ストローマンR・マーティンE・エンカー · ナシオンR・ゴインズJ・ドナルド · ソンT・トゥロ · ウィツキーE・カレーラK・ピラーJ・バティスタM・ソーンダース |
| 先発投手                       | 先発投手                       | 先発投手                       | 投球                           | T・バウアーR・ペレスM・ナポリJ・キプニスJ・ラミレスF・リンドーアC・クリスプT・ネイキンL・チゼンホールC・サンタナ | 先発投手                 | 先発投手                 | 先発投手                 | 投球                     | M・ストローマンR・マーティンE・エンカー · ナシオンR・ゴインズJ・ドナルド · ソンT・トゥロ · ウィツキーE・カレーラK・ピラーJ・バティスタM・ソーンダース |
| T・バウアー                    | T・バウアー                    | T・バウアー                    | 右                             | T・バウアーR・ペレスM・ナポリJ・キプニスJ・ラミレスF・リンドーアC・クリスプT・ネイキンL・チゼンホールC・サンタナ | M・ストローマン          | M・ストローマン          | M・ストローマン          | 右                       | M・ストローマンR・マーティンE・エンカー · ナシオンR・ゴインズJ・ドナルド · ソンT・トゥロ · ウィツキーE・カレーラK・ピラーJ・バティスタM・ソーンダース |

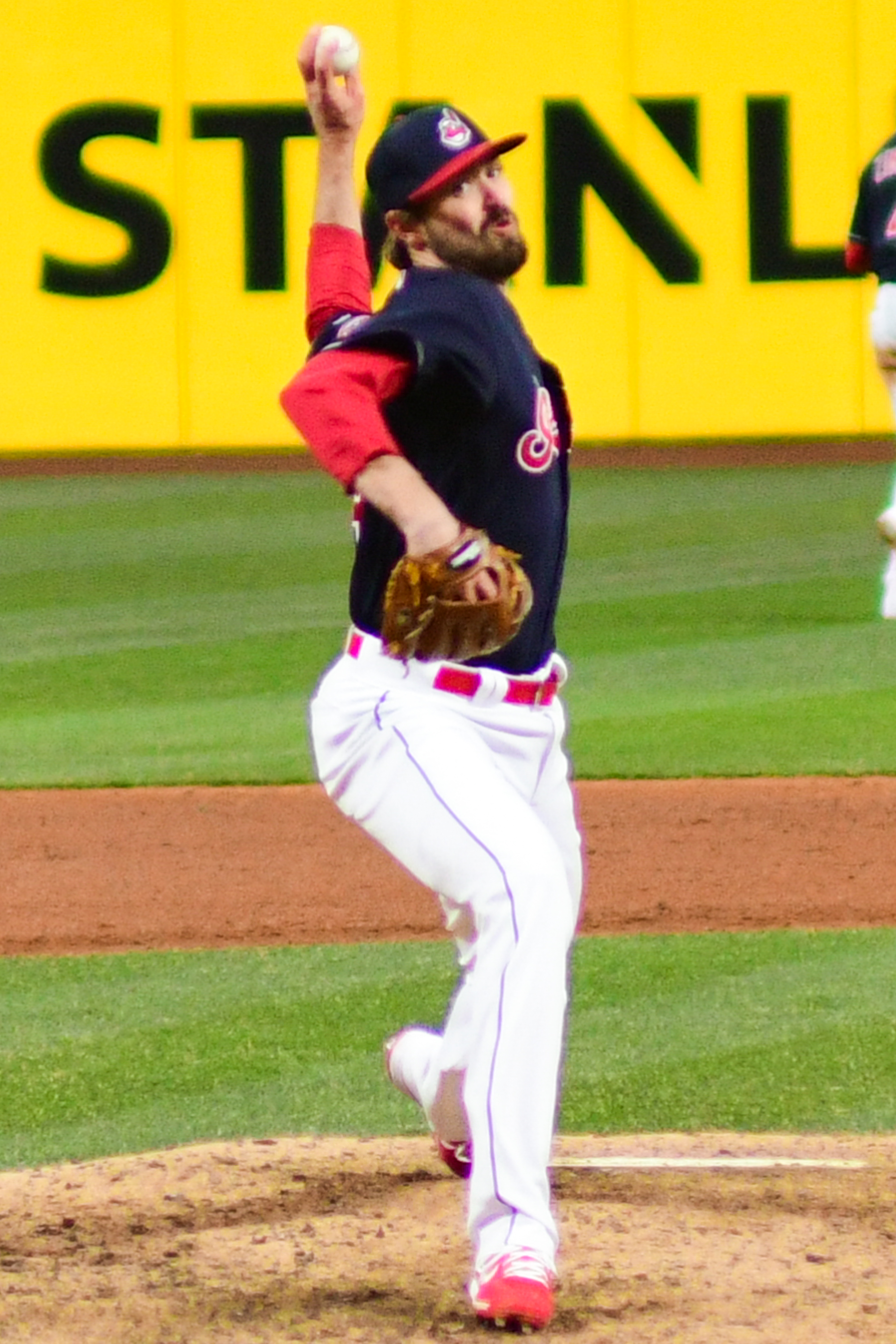
インディアンスの7投手継投を締めくくったのはアンドリュー・ミラーだった（写真は2018年4月9日撮影）

シリーズは移動日を挟んで米加国境を越え、舞台をアメリカ合衆国からカナダへ移した。移動日には記者会見が行われ、インディアンス第3戦先発投手のトレバー・バウアーも登壇した。バウアーは右手小指の切り傷について、前日の投球練習でも流血はほんのわずかだったとして「問題になるとは思わない」と述べた。その怪我の原因となったドローン（マルチコプター）を会見場に持ち込み「友達を連れてきたから、俺が答えられない質問は彼に訊いてくれ」とジョークを飛ばす余裕まで見せた。だが試合当日になると、バウアーは流血への対策をとる。インディアンスはこの年、敵地で着用するユニフォームと帽子の組み合わせを2パターン用意していた。ひとつは灰色のシャツとブロック体の "C" のロゴが入った帽子の組み合わせ、もうひとつはネイビーのシャツと球団マスコット "ワフー酋長" があしらわれた帽子の組み合わせである。どちらを着用するかは、その日の先発投手に決定権があった。バウアーはこれまで主に前者を選んでいたが、この日は後者を選んだ。その理由は、灰色よりもネイビーのほうが、患部から流血してもシャツについた血痕が目立たないという考えだった。
初回表、インディアンスは先頭打者カルロス・サンタナが四球で出塁し、二死後に4番マイク・ナポリが二塁打で還して先制点を挙げる。その裏、バウアーは二死一塁で4番トロイ・トゥロウィツキーを打席に迎える。このあたりから小指の傷口が開き、血が滴り始めた。バウアーは「この打席をなるべく早く終わらせて、ダグアウトで流血が止まってくれるよう期待するしかない」と考えていたが、結局トゥロウィツキーにはフルカウントから四球を選ばれ、イニングをここで終わらせることができなかった。ブルージェイズ監督ジョン・ギボンズからの指摘もあり、審判団が傷口の状態を確認した結果、バウアーはここで降板を余儀なくされた。インディアンスは事前に審判団と協議を行い、もしボールに血が付着すれば異物塗布による不正投球に相当するとして、バウアーの続投は不可能との見解を共有していた。インディアンス監督のテリー・フランコーナは、投球板に落ちた血痕を見て「まずい状況だと理解したよ」という。緊急登板したダン・オテロは5番ラッセル・マーティンを二ゴロに打ち取り、ひとまず危機を脱した。ただオテロは2回裏、先頭打者マイケル・ソーンダースに同点本塁打を許した。ブルージェイズにとってこの一打は、地区シリーズから数えて28イニングぶりの本塁打だった。
4回表、先頭打者ナポリの本塁打でインディアンスが勝ち越した。ブルージェイズ先発投手マーカス・ストローマンは、初球のシンカーを内角低めへ投じてストライクを奪ったが、2球目のシンカーが甘く入ったところをナポリに捉えられた。ブルージェイズは5回裏、相手の4番手投手ザック・マカリスターに対し、先頭打者エセキエル・カレーラが三塁打で出塁すると、次打者ライアン・ゴインズの投ゴロ間にカレーラが生還して再び同点とした。しかしその直後の6回表、先頭打者ジェイソン・キプニスの本塁打で、インディアンスがまた1点を先行した。この打席はキプニスの3打席目だった。ストローマンはこの年の被OPSと被本塁打数が、相手打線が1巡目のときは.666・1本で2巡目のときは.630・5本だったが、3巡目では.847・14本に上がっている。この場面でも、4球目のフォーシームを内角へ決めて2ストライクに追い込んだあと、5球目の同じ球種を甘いところへ投じてスタンドへ運ばれた。このあとストローマンは、一死から4番ナポリを歩かせて降板した。この日の自身の投球は「球威はよかったけど、コントロールが乱れた」という。マウンドを引き継いだジョー・ビアジーニは、暴投で一塁走者ナポリを二塁へ進め、次の球を5番ホセ・ラミレスに適時打とされて点差を広げられた。
インディアンスはバウアーの降板以降、オテロ1.1イニング→ジェフ・マンシップ1.1イニング→マカリスター1.0イニング→ブライアン・ショウ1.2イニングと、小刻みに継投してきた。7回裏、ショウが先頭打者ケビン・ピラーに右前打で出塁されると、インディアンスはコディ・アレンをマウンドへ送った。アンドリュー・ミラーより先に抑え投手のアレンを投入した理由についてフランコーナは、相手打線の中軸に対してミラーばかりを投げさせて慣れられる危険性を避けるという目的と、切り札のミラーを最後に使えばたとえ逆転負けを喫しても諦めがつくという思いを挙げた。アレンは二死一・二塁と得点圏に走者を背負ったものの、2番ジョシュ・ドナルドソンを1球で左直に打ち取って切り抜け、8回裏は3番エドウィン・エンカーナシオンと4番トゥロウィツキーを続けて凡退させた。5番マーティンのところからはミラーが登板して1.1イニングを無失点に封じ、インディアンスが3連勝でリーグ優勝に王手をかけた。
この日のインディアンスは、6つ以上のアウトを奪った投手がひとりもいないにもかかわらず試合に勝利したポストシーズン史上初のチームとなった。ただ、この年のインディアンス救援投手陣には、層の厚さや運用力を問われる試合の経験があった。延長19回まで続いた試合や先発投手が2球で負傷降板した試合も、継投の末に勝利を収めている。投手を8人以上登板させた試合は7試合、救援投手陣が8イニング以上を消化した試合は4試合を数えた。経験があったがゆえ、バウアーの降板についても、オテロは「俺たちにとっては "非常事態" じゃなかったのさ」と述べた。一方のブルージェイズは、3連敗で後がなくなった。ポストシーズン史上、7戦4勝制のシリーズで0勝3敗に追い込まれたのは延べ35チームあるが、そのうち4連勝で逆転したのは2004年アメリカンリーグ優勝決定戦のボストン・レッドソックスだけである。しかもインディアンスは、2016年は一度も4連敗を喫したことがない。

### 第4戦 10月18日
- ロジャーズ・センター（カナダ オンタリオ州トロント）

|                                | 1 | 2 | 3 | 4 | 5 | 6 | 7 | 8 | 9 | R | H | E |
| ------------------------------ | - | - | - | - | - | - | - | - | - | - | - | - |
| クリーブランド・インディアンス | 0 | 0 | 0 | 0 | 1 | 0 | 0 | 0 | 0 | 1 | 2 | 1 |
| トロント・ブルージェイズ       | 0 | 0 | 1 | 1 | 0 | 0 | 2 | 1 | X | 5 | 9 | 0 |

1. 勝利：アーロン・サンチェス（1勝）
2. 敗戦：コーリー・クルーバー（1勝1敗）
3. 本塁打
TOR：ジョシュ・ドナルドソン1号ソロ
4. 審判
［球審］ジム・レイノルズ
［塁審］一塁: マイク・エベリット、二塁: ジェフ・ネルソン、三塁: マーク・ウェグナー
［外審］左翼: ジム・ウルフ、右翼: ブライアン・ゴーマン
5. 試合開始時刻: 東部夏時間（UTC-4）午後4時8分  試合時間: 3時間1分  観客: 4万9142人  気温: 68°F（20°C）
詳細: MLB.com Gameday / ESPN.com / Baseball-Reference.com / Fangraphs

| クリーブランド・インディアンス | クリーブランド・インディアンス | クリーブランド・インディアンス | クリーブランド・インディアンス | クリーブランド・インディアンス                                                                                     | トロント・ブルージェイズ | トロント・ブルージェイズ | トロント・ブルージェイズ | トロント・ブルージェイズ | トロント・ブルージェイズ |
| ------------------------------ | ------------------------------ | ------------------------------ | ------------------------------ | --- | ------------------------ | ------------------------ | ------------------------ | ------------------------ | --- |
| 打順                           | 守備                           | 選手                           | 打席                           | C・クルーバーR・ペレスM・ナポリJ・キプニスJ・ラミレスF・リンドーアC・クリスプT・ネイキンL・チゼンホールC・サンタナ | 打順                     | 守備                     | 選手                     | 打席                     | A・サンチェスR・マーティンE・エンカー · ナシオンR・ゴインズJ・ドナルド · ソンT・トゥロ · ウィツキーE・カレーラK・ピラーJ・バティスタM・ソーンダース |
| 1                              | DH                             | C・サンタナ                    | 両                             | C・クルーバーR・ペレスM・ナポリJ・キプニスJ・ラミレスF・リンドーアC・クリスプT・ネイキンL・チゼンホールC・サンタナ | 1                        | 右                       | J・バティスタ            | 右                       | A・サンチェスR・マーティンE・エンカー · ナシオンR・ゴインズJ・ドナルド · ソンT・トゥロ · ウィツキーE・カレーラK・ピラーJ・バティスタM・ソーンダース |
| 2                              | 二                             | J・キプニス                    | 左                             | C・クルーバーR・ペレスM・ナポリJ・キプニスJ・ラミレスF・リンドーアC・クリスプT・ネイキンL・チゼンホールC・サンタナ | 2                        | 三                       | J・ドナルドソン          | 右                       | A・サンチェスR・マーティンE・エンカー · ナシオンR・ゴインズJ・ドナルド · ソンT・トゥロ · ウィツキーE・カレーラK・ピラーJ・バティスタM・ソーンダース |
| 3                              | 遊                             | F・リンドーア                  | 両                             | C・クルーバーR・ペレスM・ナポリJ・キプニスJ・ラミレスF・リンドーアC・クリスプT・ネイキンL・チゼンホールC・サンタナ | 3                        | 一                       | E・エンカーナシオン      | 右                       | A・サンチェスR・マーティンE・エンカー · ナシオンR・ゴインズJ・ドナルド · ソンT・トゥロ · ウィツキーE・カレーラK・ピラーJ・バティスタM・ソーンダース |
| 4                              | 一                             | M・ナポリ                      | 右                             | C・クルーバーR・ペレスM・ナポリJ・キプニスJ・ラミレスF・リンドーアC・クリスプT・ネイキンL・チゼンホールC・サンタナ | 4                        | 遊                       | T・トゥロウィツキー      | 右                       | A・サンチェスR・マーティンE・エンカー · ナシオンR・ゴインズJ・ドナルド · ソンT・トゥロ · ウィツキーE・カレーラK・ピラーJ・バティスタM・ソーンダース |
| 5                              | 三                             | J・ラミレス                    | 両                             | C・クルーバーR・ペレスM・ナポリJ・キプニスJ・ラミレスF・リンドーアC・クリスプT・ネイキンL・チゼンホールC・サンタナ | 5                        | 捕                       | R・マーティン            | 右                       | A・サンチェスR・マーティンE・エンカー · ナシオンR・ゴインズJ・ドナルド · ソンT・トゥロ · ウィツキーE・カレーラK・ピラーJ・バティスタM・ソーンダース |
| 6                              | 右                             | L・チゼンホール                | 左                             | C・クルーバーR・ペレスM・ナポリJ・キプニスJ・ラミレスF・リンドーアC・クリスプT・ネイキンL・チゼンホールC・サンタナ | 6                        | DH                       | M・ソーンダース          | 左                       | A・サンチェスR・マーティンE・エンカー · ナシオンR・ゴインズJ・ドナルド · ソンT・トゥロ · ウィツキーE・カレーラK・ピラーJ・バティスタM・ソーンダース |
| 7                              | 左                             | C・クリスプ                    | 両                             | C・クルーバーR・ペレスM・ナポリJ・キプニスJ・ラミレスF・リンドーアC・クリスプT・ネイキンL・チゼンホールC・サンタナ | 7                        | 左                       | E・カレーラ              | 左                       | A・サンチェスR・マーティンE・エンカー · ナシオンR・ゴインズJ・ドナルド · ソンT・トゥロ · ウィツキーE・カレーラK・ピラーJ・バティスタM・ソーンダース |
| 8                              | 中                             | T・ネイキン                    | 左                             | C・クルーバーR・ペレスM・ナポリJ・キプニスJ・ラミレスF・リンドーアC・クリスプT・ネイキンL・チゼンホールC・サンタナ | 8                        | 中                       | K・ピラー                | 右                       | A・サンチェスR・マーティンE・エンカー · ナシオンR・ゴインズJ・ドナルド · ソンT・トゥロ · ウィツキーE・カレーラK・ピラーJ・バティスタM・ソーンダース |
| 9                              | 捕                             | R・ペレス                      | 右                             | C・クルーバーR・ペレスM・ナポリJ・キプニスJ・ラミレスF・リンドーアC・クリスプT・ネイキンL・チゼンホールC・サンタナ | 9                        | 二                       | R・ゴインズ              | 左                       | A・サンチェスR・マーティンE・エンカー · ナシオンR・ゴインズJ・ドナルド · ソンT・トゥロ · ウィツキーE・カレーラK・ピラーJ・バティスタM・ソーンダース |
| 先発投手                       | 先発投手                       | 先発投手                       | 投球                           | C・クルーバーR・ペレスM・ナポリJ・キプニスJ・ラミレスF・リンドーアC・クリスプT・ネイキンL・チゼンホールC・サンタナ | 先発投手                 | 先発投手                 | 先発投手                 | 投球                     | A・サンチェスR・マーティンE・エンカー · ナシオンR・ゴインズJ・ドナルド · ソンT・トゥロ · ウィツキーE・カレーラK・ピラーJ・バティスタM・ソーンダース |
| C・クルーバー                  | C・クルーバー                  | C・クルーバー                  | 右                             | C・クルーバーR・ペレスM・ナポリJ・キプニスJ・ラミレスF・リンドーアC・クリスプT・ネイキンL・チゼンホールC・サンタナ | A・サンチェス            | A・サンチェス            | A・サンチェス            | 右                       | A・サンチェスR・マーティンE・エンカー · ナシオンR・ゴインズJ・ドナルド · ソンT・トゥロ · ウィツキーE・カレーラK・ピラーJ・バティスタM・ソーンダース |

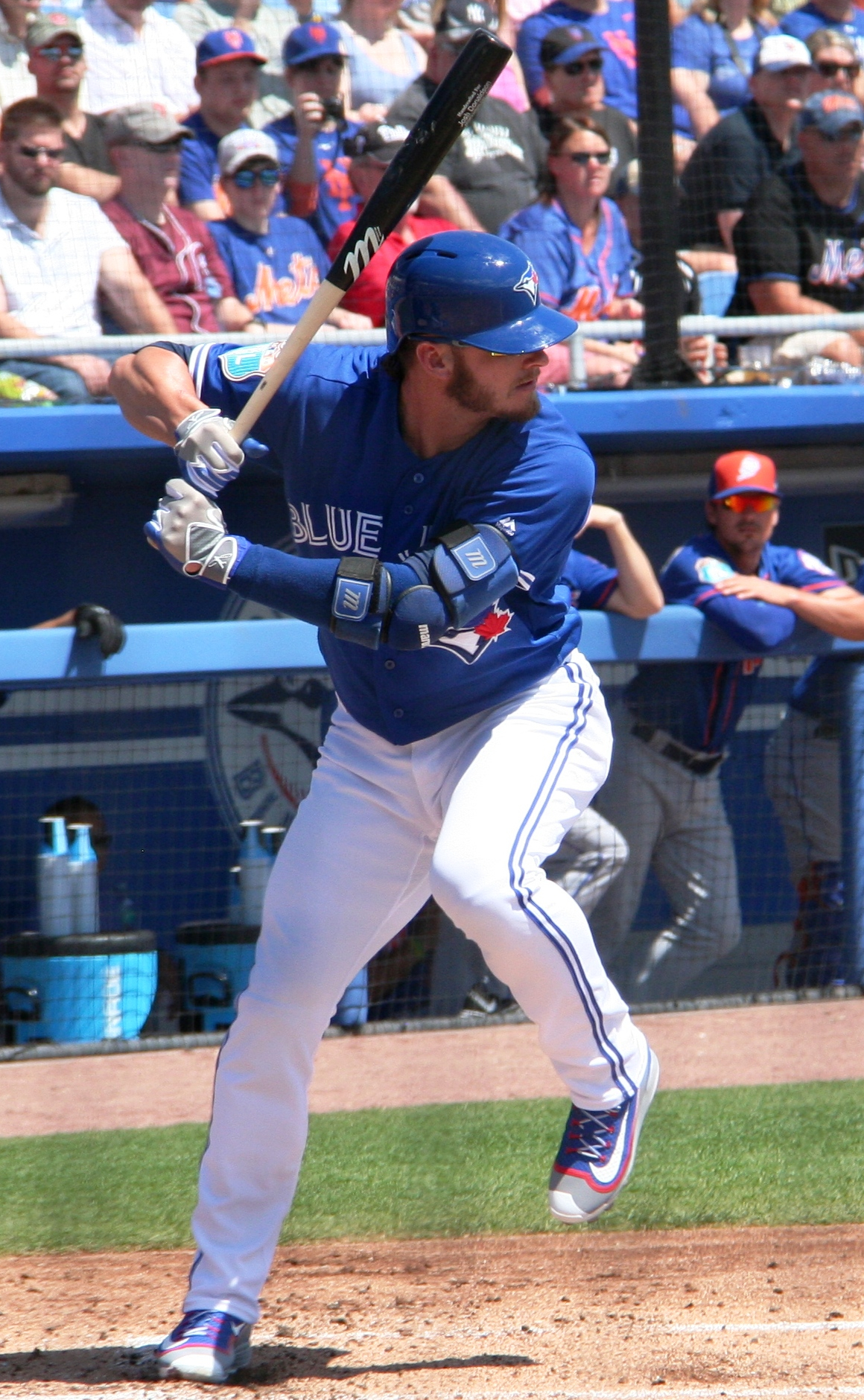
ジョシュ・ドナルドソンが攻守に活躍し、ブルージェイズがシリーズ初勝利を挙げた（写真は2016年3月23日撮影）

第4戦の先発投手として、インディアンスは第1戦から中3日でコーリー・クルーバーを起用した。これには、前日の先発投手トレバー・バウアーの早期降板が影響している。もしバウアーが第3戦で通常通りに投げられていれば、第4戦以降の先発ローテーションはライアン・メリット→クルーバー→ジョシュ・トムリン→バウアーとなるはずだった。しかしバウアーの傷口は治りきっておらず、第7戦での登板が難しくなった。この場合はローテーションを組み替えないと、第7戦の先発は新人のメリットに中3日で投げさせるか、同じく新人のマイク・クレビンジャーを抜擢しないといけなくなる。そこでインディアンスはクルーバーとメリットの順番を入れ替え、クルーバーに中3日で第1戦→第4戦→第7戦と投げさせることにした。クルーバーは中3日で先発登板をした経験が過去にない。これに対しブルージェイズの先発投手アーロン・サンチェスは、地区シリーズ第3戦から中8日での登板である。
3回表、インディアンスが先頭打者タイラー・ネイキンの二塁打で先制の好機を迎える。9番ロベルト・ペレスの犠牲バントで一死三塁となると、ブルージェイズは内野手に前進守備を敷かせた。1番カルロス・サンタナの二ゴロでネイキンは三塁から動けず、2番ジェイソン・キプニスも二ゴロと、サンチェスはこの場面を無失点で乗り切った。その裏ブルージェイズは、2番ジョシュ・ドナルドソンのソロ本塁打で先制した。この一打によってブルージェイズは、今シリーズ4試合目にして初めてリードを奪った。4回裏、クルーバーが制球を乱す。先頭打者トロイ・トゥロウィツキーをストレートの四球で歩かせると、続くラッセル・マーティンにも3ボール0ストライクと、都合7球連続でボールを投じた。ここから見逃しストライク2球とファウル2球を挟み、8球目が外角へ外れて、マーティンも四球で出塁した。クルーバーがイニングの先頭から2者連続四球を与えるのは、この年これが初めてだった。一死後、7番エセキエル・カレーラの適時打でトゥロウィツキーが2点目のホームを踏んだ。この2イニングで、クルーバーの球数は20球＋19球とかさんだ。
5回表、インディアンスは二死二塁とし、9番ペレスの適時二塁打で1点を返す。なおも同点の走者が二塁に残り、1番サンタナは左打席から、5球目を左方向へゴロで弾き返した。このときブルージェイズは内野手を右寄りに集め、二・三塁間は三塁手ドナルドソンがほぼひとりで守るようなシフトをとっていた。ドナルドソンはこの打球を横っ飛びで捕球して三ゴロとし、同点の適時左前打となるのを阻止した。ダグアウトへ戻る際に、ドナルドソンは雄叫びとともにガッツポーズを見せた。サンチェスは6回表を三者凡退に片付け、7回表からはブレット・セシルにあとを託した。この日のサンチェスはシンカーなど沈む球を中心に投球を組み立て、奪ったアウト18個のうち内野ゴロが9つを数える一方、外野へのフライは2つにとどまった。また、速球の平均球速もレギュラーシーズン中の94.7mph（約152.4km/h）からこの日は95.1km/h（約153.0km/h）に上昇しており、これも速い球を苦手とするインディアンス打線に対して有利に働いた。
クルーバーはサンチェスより一足早く、5回裏終了をもって89球で降板していた。7回裏、インディアンスの3番手投手ブライアン・ショウに対しブルージェイズは、先頭打者ライアン・ゴインズが左前打で出塁する。続くホセ・バティスタは外角へのカッターを引っかけ、三塁線へのゴロを放った。ショウはマウンドを駆け下り打球を素手で掴んで一塁へ送球したが、一塁手マイク・ナポリの頭上を越える悪送球となり、状況は一死二塁ではなく無死一・三塁となった。2番ドナルドソンがインディアンスの満塁策のため敬遠されると、球場のファンから3番エドウィン・エンカーナシオンに向けての「エディ、エディ、エディ」というチャントが発生し始めた。エンカーナシオンは期待に応えて2点適時打を放ち、点差は3点に広がった。ブルージェイズは8回裏にも1点を加え、投げては7回表セシル→8回表ジェイソン・グリーリ→9回表ロベルト・オスナと3投手が1イニングずつ抑えて、5－1で今シリーズ初勝利を挙げた。ただインディアンスにとってこの敗戦は、クルーバーが序盤で降板に追い込まれることなく終えられ、アンドリュー・ミラーを休ませることができたという点では、決して悪い内容ではなかったともいえる。

### 第5戦 10月19日
- ロジャーズ・センター（カナダ オンタリオ州トロント）

|                                | 1 | 2 | 3 | 4 | 5 | 6 | 7 | 8 | 9 | R | H | E |
| ------------------------------ | - | - | - | - | - | - | - | - | - | - | - | - |
| クリーブランド・インディアンス | 1 | 0 | 1 | 1 | 0 | 0 | 0 | 0 | 0 | 3 | 6 | 0 |
| トロント・ブルージェイズ       | 0 | 0 | 0 | 0 | 0 | 0 | 0 | 0 | 0 | 0 | 6 | 1 |

1. 勝利：ブライアン・ショウ（2勝）
2. セーブ：コディ・アレン（3S）
3. 敗戦：マルコ・エストラーダ（2敗）
4. 本塁打
CLE：カルロス・サンタナ2号ソロ、ココ・クリスプ1号ソロ
5. 審判
［球審］マイク・エベリット
［塁審］一塁: ジェフ・ネルソン、二塁: マーク・ウェグナー、三塁: ジム・ウルフ
［外審］左翼: ブライアン・ゴーマン、右翼: ジム・レイノルズ
6. 試合開始時刻: 東部夏時間（UTC-4）午後4時9分  試合時間: 2時間37分  観客: 4万8800人  気温: 68°F（20°C）
詳細: MLB.com Gameday / ESPN.com / Baseball-Reference.com / Fangraphs

| クリーブランド・インディアンス | クリーブランド・インディアンス | クリーブランド・インディアンス | クリーブランド・インディアンス | クリーブランド・インディアンス                                                                                   | トロント・ブルージェイズ | トロント・ブルージェイズ | トロント・ブルージェイズ | トロント・ブルージェイズ | トロント・ブルージェイズ |
| ------------------------------ | ------------------------------ | ------------------------------ | ------------------------------ | --- | ------------------------ | ------------------------ | ------------------------ | ------------------------ | --- |
| 打順                           | 守備                           | 選手                           | 打席                           | R・メリットR・ペレスC・サンタナJ・キプニスJ・ラミレスF・リンドーアC・クリスプT・ネイキンL・チゼンホールM・ナポリ | 打順                     | 守備                     | 選手                     | 打席                     | M・エストラーダR・マーティンE・エンカー · ナシオンD・バーニーJ・ドナルド · ソンT・トゥロ · ウィツキーE・カレーラK・ピラーJ・バティスタM・アップトンJr. |
| 1                              | 一                             | C・サンタナ                    | 両                             | R・メリットR・ペレスC・サンタナJ・キプニスJ・ラミレスF・リンドーアC・クリスプT・ネイキンL・チゼンホールM・ナポリ | 1                        | 右                       | J・バティスタ            | 右                       | M・エストラーダR・マーティンE・エンカー · ナシオンD・バーニーJ・ドナルド · ソンT・トゥロ · ウィツキーE・カレーラK・ピラーJ・バティスタM・アップトンJr. |
| 2                              | 二                             | J・キプニス                    | 左                             | R・メリットR・ペレスC・サンタナJ・キプニスJ・ラミレスF・リンドーアC・クリスプT・ネイキンL・チゼンホールM・ナポリ | 2                        | 三                       | J・ドナルドソン          | 右                       | M・エストラーダR・マーティンE・エンカー · ナシオンD・バーニーJ・ドナルド · ソンT・トゥロ · ウィツキーE・カレーラK・ピラーJ・バティスタM・アップトンJr. |
| 3                              | 遊                             | F・リンドーア                  | 両                             | R・メリットR・ペレスC・サンタナJ・キプニスJ・ラミレスF・リンドーアC・クリスプT・ネイキンL・チゼンホールM・ナポリ | 3                        | 一                       | E・エンカーナシオン      | 右                       | M・エストラーダR・マーティンE・エンカー · ナシオンD・バーニーJ・ドナルド · ソンT・トゥロ · ウィツキーE・カレーラK・ピラーJ・バティスタM・アップトンJr. |
| 4                              | DH                             | M・ナポリ                      | 右                             | R・メリットR・ペレスC・サンタナJ・キプニスJ・ラミレスF・リンドーアC・クリスプT・ネイキンL・チゼンホールM・ナポリ | 4                        | 遊                       | T・トゥロウィツキー      | 右                       | M・エストラーダR・マーティンE・エンカー · ナシオンD・バーニーJ・ドナルド · ソンT・トゥロ · ウィツキーE・カレーラK・ピラーJ・バティスタM・アップトンJr. |
| 5                              | 三                             | J・ラミレス                    | 両                             | R・メリットR・ペレスC・サンタナJ・キプニスJ・ラミレスF・リンドーアC・クリスプT・ネイキンL・チゼンホールM・ナポリ | 5                        | 捕                       | R・マーティン            | 右                       | M・エストラーダR・マーティンE・エンカー · ナシオンD・バーニーJ・ドナルド · ソンT・トゥロ · ウィツキーE・カレーラK・ピラーJ・バティスタM・アップトンJr. |
| 6                              | 右                             | L・チゼンホール                | 左                             | R・メリットR・ペレスC・サンタナJ・キプニスJ・ラミレスF・リンドーアC・クリスプT・ネイキンL・チゼンホールM・ナポリ | 6                        | DH                       | M・アップトンJr.         | 右                       | M・エストラーダR・マーティンE・エンカー · ナシオンD・バーニーJ・ドナルド · ソンT・トゥロ · ウィツキーE・カレーラK・ピラーJ・バティスタM・アップトンJr. |
| 7                              | 左                             | C・クリスプ                    | 両                             | R・メリットR・ペレスC・サンタナJ・キプニスJ・ラミレスF・リンドーアC・クリスプT・ネイキンL・チゼンホールM・ナポリ | 7                        | 左                       | E・カレーラ              | 左                       | M・エストラーダR・マーティンE・エンカー · ナシオンD・バーニーJ・ドナルド · ソンT・トゥロ · ウィツキーE・カレーラK・ピラーJ・バティスタM・アップトンJr. |
| 8                              | 中                             | T・ネイキン                    | 左                             | R・メリットR・ペレスC・サンタナJ・キプニスJ・ラミレスF・リンドーアC・クリスプT・ネイキンL・チゼンホールM・ナポリ | 8                        | 中                       | K・ピラー                | 右                       | M・エストラーダR・マーティンE・エンカー · ナシオンD・バーニーJ・ドナルド · ソンT・トゥロ · ウィツキーE・カレーラK・ピラーJ・バティスタM・アップトンJr. |
| 9                              | 捕                             | R・ペレス                      | 右                             | R・メリットR・ペレスC・サンタナJ・キプニスJ・ラミレスF・リンドーアC・クリスプT・ネイキンL・チゼンホールM・ナポリ | 9                        | 二                       | D・バーニー              | 右                       | M・エストラーダR・マーティンE・エンカー · ナシオンD・バーニーJ・ドナルド · ソンT・トゥロ · ウィツキーE・カレーラK・ピラーJ・バティスタM・アップトンJr. |
| 先発投手                       | 先発投手                       | 先発投手                       | 投球                           | R・メリットR・ペレスC・サンタナJ・キプニスJ・ラミレスF・リンドーアC・クリスプT・ネイキンL・チゼンホールM・ナポリ | 先発投手                 | 先発投手                 | 先発投手                 | 投球                     | M・エストラーダR・マーティンE・エンカー · ナシオンD・バーニーJ・ドナルド · ソンT・トゥロ · ウィツキーE・カレーラK・ピラーJ・バティスタM・アップトンJr. |
| R・メリット                    | R・メリット                    | R・メリット                    | 左                             | R・メリットR・ペレスC・サンタナJ・キプニスJ・ラミレスF・リンドーアC・クリスプT・ネイキンL・チゼンホールM・ナポリ | M・エストラーダ          | M・エストラーダ          | M・エストラーダ          | 右                       | M・エストラーダR・マーティンE・エンカー · ナシオンD・バーニーJ・ドナルド · ソンT・トゥロ · ウィツキーE・カレーラK・ピラーJ・バティスタM・アップトンJr. |

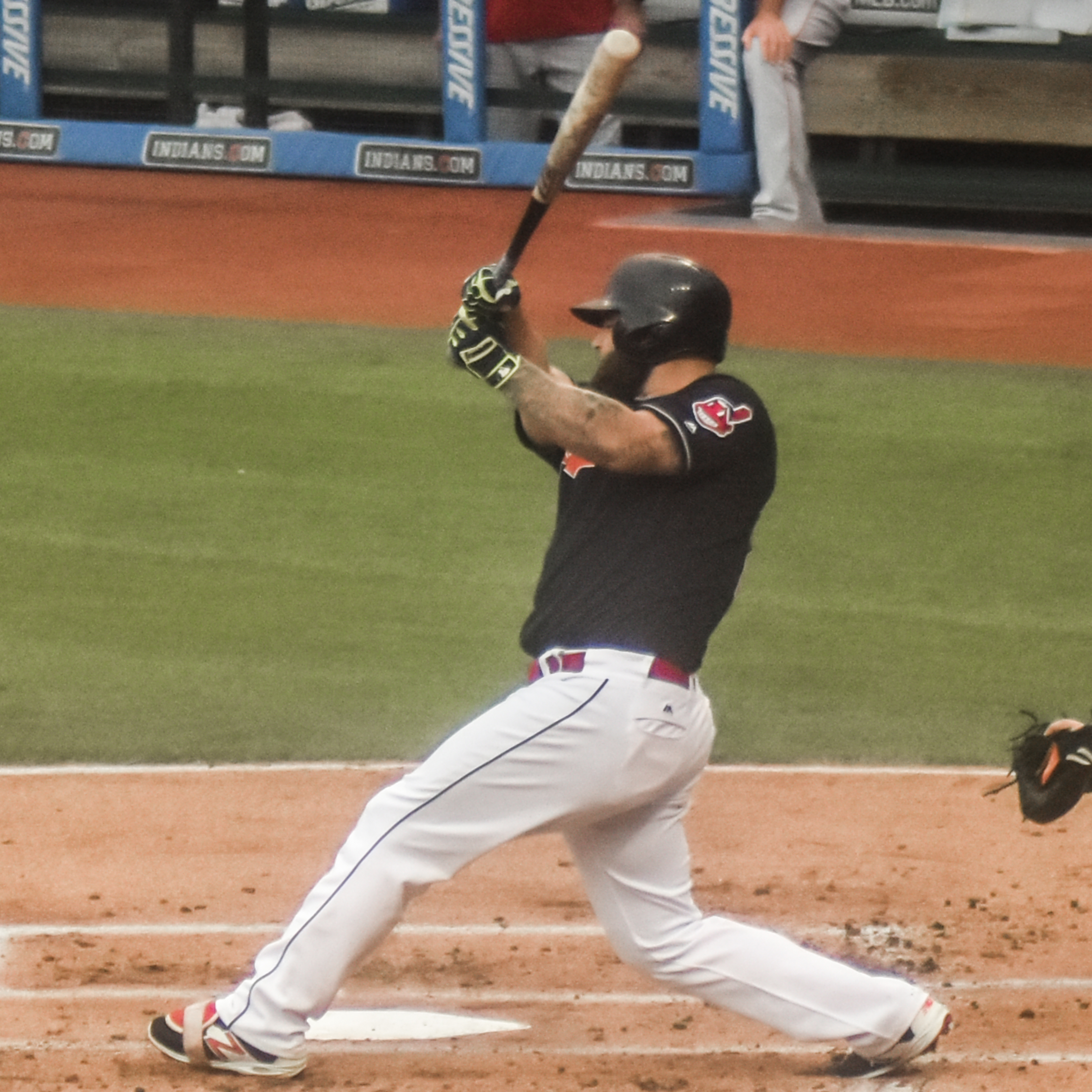
マイク・ナポリの二塁打に敵失が重なって入った得点がそのまま決勝点となった（写真は2016年8月11日撮影）

この日、インディアンスの先発投手はライアン・メリットが務める。メリットはこの年デビューした新人で、メジャーでの実績は4登板11イニングのみ、そのうち先発登板は一度しかない。自身二度目の先発登板がポストシーズンというのは、2011年のマット・ムーア以来史上2人目である。メリットはこの抜擢について「シーズン開幕の日に『リーグ優勝決定戦で投げることになるよ』って言われたら『頭おかしいわこの人』って思ってたかもね」という。これに対し、ブルージェイズのホセ・バティスタは「きっとうちの打線にびびって震えてんだろ」と揶揄した。
メリットが初回裏のマウンドへ上がる前に、インディアンス打線が表の攻撃で彼を援護する。二死から3番フランシスコ・リンドーアが左前打で出塁し、続くマイク・ナポリが左中間フェンス直撃の二塁打を放った。左翼手エセキエル・カレーラが跳ね返った打球をグラブへ収められず足元へ落とし、その間にリンドーアが一塁から生還した。記録上リンドーアの得点はカレーラの失策によるものとされ、投手のマルコ・エストラーダには自責点がつかずナポリの打点にもならないが、この一打でインディアンスが先制した。その裏、メリットは先頭打者としてバティスタを打席に迎える。自身に対するバティスタの発言も耳にしていたという。この打席では、初球のフォーシームと2球目のカーブをいずれも外角へ投じてストライクを奪うと、3球目からは内角を突き、5球目のカッターで三ゴロに打ち取った。このイニング、メリットは続く2打者もアウトにして三者凡退で終えた。ブルージェイズ打線はメリットに対し、2回裏と3回裏も三者凡退と、1巡目ではひとりの走者も出塁させられなかった。対照的にインディアンス打線は、3回表には1番カルロス・サンタナが、4回表には7番ココ・クリスプが、それぞれソロ本塁打を放ってリードを3点に広げた。
4回裏、ブルージェイズは先頭打者バティスタが中飛に倒れたあと、2番ジョシュ・ドナルドソンの中前打で初めて走者を出し、続くエドウィン・エンカーナシオンも3ボール0ストライクと有利なカウントに持ち込む。本拠地のファンの歓声は大きくなったが、メリットは見逃しのストライクを2球続けてフルカウントとしたあと、外角へのチェンジアップを引っかけさせて遊ゴロ併殺に仕留めた。5回裏、ブルージェイズが5番ラッセル・マーティンの内野安打で再び一死一塁とすると、インディアンスはメリットを49球で降板させてブライアン・ショウへ継投した。ブルージェイズ打線はこの年、球速90mph（約144.8km/h）未満の速球に対するチーム打率がMLB全30球団中27位の.249だったが、この日のメリットはフォーシームの平均球速が86.4mph（約139.0km/h）だった。ある場面でメリットが83mph（約133.6km/h）の球を投げたときなど、味方ベンチでは監督のテリー・フランコーナと投手コーチのミッキー・キャラウェイが「今のは速球か？」「そうかと」と会話するほどだったが、その遅い速球でメリットはストライクゾーンの四隅を突いた。また、チェンジアップやカーブなどを織り交ぜることで打者の目を惑わせ、速球を球速以上に速く見せることができていた。バティスタは2打席とも打ち取られ「脱帽だ」と負けを認めた。
ショウは6番マイケル・ソーンダースの中前打で走者を得点圏に背負ったものの、2者連続三振で切り抜けた。6回裏、ショウが一死一塁で2番ドナルドソンの打順を迎えると、インディアンスはアンドリュー・ミラーを投入した。ブルージェイズで最も好調な打者とインディアンスのリリーフエースの対戦は、初球の内角速球にドナルドソンが手を出し、詰まった打球が遊ゴロ併殺となって1球で決着した。ミラーはイニングをまたいで7回裏と8回裏も投げ、無失点に封じた。9回裏、ブルージェイズの攻撃は1番バティスタから始まり、インディアンスは抑え投手コディ・アレンをマウンドに送る。バティスタとエンカーナシオンはシーズン終了後に揃ってFAとなるため、この回の打席がブルージェイズの一員として最後の打席になる可能性があり、本拠地のファンはスタンディングオベーションやチャントで両者を称えた。バティスタは左翼線への二塁打で出塁したものの、ドナルドソンとエンカーナシオンはいずれも空振り三振に終わる。そして最後は4番トロイ・トゥロウィツキーの一邪飛で試合が終了し、インディアンスが4勝目を挙げて19年ぶりのリーグ優勝を決めた。
メリットに対するバティスタの「びびって震えてんだろ」という発言は、英語では "shaking in his boots" と表現される。このことから、試合後のシャンパンファイトではメリットがカウボーイブーツを高く掲げ、コーリー・クルーバーが「ジョーイ・バッツ（バティスタ）に送りつけてやれよ！」とからかった。

## インディアン・マスコット使用差止請求

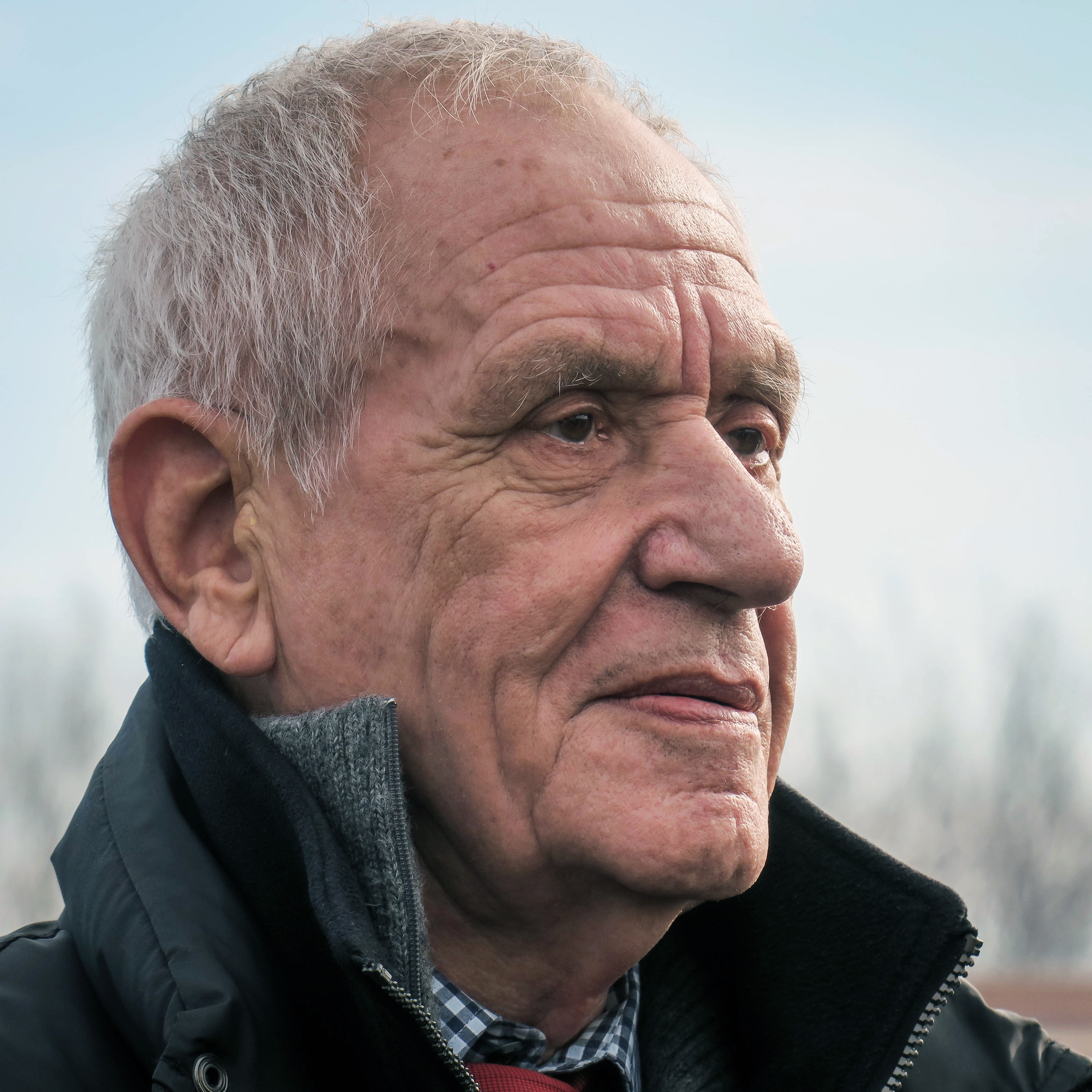
ダグラス・カーディナルはメティスやブラックフット族、アルゴンキン族などの血を引く。建築家としてはカナダ歴史博物館や国立アメリカ・インディアン博物館の設計を手がけた（写真は2016年2月撮影）

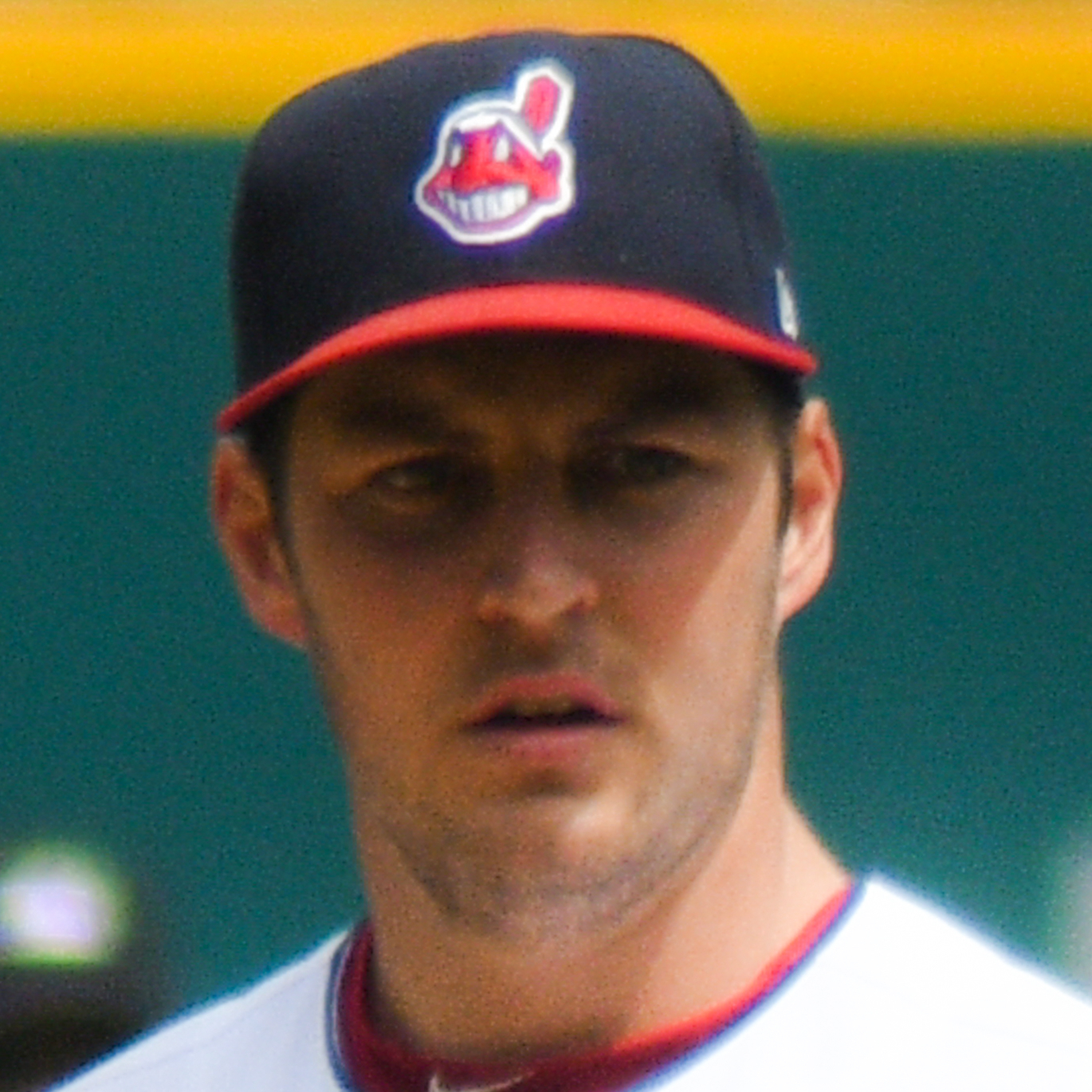
"ワフー酋長" のロゴ入り帽子をかぶるトレバー・バウアー。インディアンスはその日どのユニフォームや帽子を着用するか、先発投手に決めさせていた。第3戦先発投手のバウアーがその帽子を選んだのは、その帽子とセットになっている上半身ネイビーのユニフォームのほうが、右手小指の切り傷から流血しても血が目立たないからだという（写真は2017年7月27日撮影）

インディアンスという球団名や、先住民族を模した球団ロゴ "ワフー酋長" は、先住民族へのステレオタイプを助長し彼らを侮蔑するものとして一部の人々から非難を集めていた。こうしたなか、インディアンスが今シリーズ第3戦以降を戦うためカナダのオンタリオ州トロント入りしたのに合わせて、カナダ先住民の血を引く社会運動家で建築家のダグラス・カーディナルが、同州内におけるインディアンスの名称とワフー酋長の使用差止請求を州上級裁判所へ申し立てた。被告はインディアンスとMLB機構、それにロジャーズ・コミュニケーションズである。ロジャーズ社はブルージェイズおよびその本拠地球場ロジャーズ・センターの親会社であり、また傘下のテレビ局は今シリーズのカナダ国内放映権を持つ。カーディナル側は、球団名やワフー酋長が同州の人権条例およびカナダ人権法に反していると主張した。州上級裁の審問は、第3戦当日の午後1時から行われることとなった。
当日、カーディナル本人は先約のため中華人民共和国を訪問しており、審問には出席しなかった。カーディナル側の弁護士は「"ニューヨーク・ジューズ" などという（ユダヤ人への蔑称 "Jew" を用いた）球団名はありえないのに、なぜ "クリーブランド・インディアンス" は認められているのでしょうか。カーディナル氏のような人でも、カナダの他の人と同じように、人種差別に苛まれることなく試合を観られるようにすべきです」と主張した。試合そのものやテレビ中継の中止、あるいはファンに対する制限を求めているわけではないとし、差止請求が認められた場合の対応策として、球団名やワフー酋長が入っていないスプリングトレーニング用ユニフォームの着用を提案した。これに対しMLB側の弁護士は、インディアンスにはシーズン途中で加入したためスプリングトレーニング用のユニフォームを持たない選手がいるとして、アンドリュー・ミラーの名前を挙げて反論した。また、ロジャーズ社側の弁護士は、カーディナルは中国にいるためカナダのテレビ中継を観られないことや、同社だけが差止請求の対象となっても他局は球団名などを自由に使えることを指摘した。
州上級裁は審問を終えるとその日のうちに、理由は後日言い渡しとしたうえで、差止請求を棄却した。カーディナルは「司法の決定には大いに失望しています。ただ、この重大な問題に対する認知を全国レベル、さらには国際レベルで高められたという点においては、本日は勝利の日です」との声明を発表した。被告側も声明を出し、MLB機構は「これらの懸念に関して、思慮深く包括的な対話を法廷以外の場において行うことを歓迎します。今シリーズの日程を円滑に消化するため、100年以上続く球団名の使用権をMLBは擁護します」と、ロジャーズ社は「クリーブランドの球団名とロゴが多くのカナダ人にとっての懸念となっていることは理解しています。カナダ全土にまたがる数百万人の野球ファンにとっては、ジェイズとクリーブランドの対戦もまた極めて重要であり、彼らのことを考えると中継差止が適切な解決策であるとは考えられません」と述べた。今シリーズの第3戦以降は予定通りに開催され、インディアンスは3試合全てでワフー酋長入りの帽子を着用した。
この問題は、シリーズ終了後も続いた。カーディナルは州上級裁への差止請求と同時に、州人権審判所およびカナダ人権委員会への申し立てもしていた。これら機関の審理は月単位で行われるため、試合までに判断を示せるのは州上級裁だけだった。その州上級裁による棄却決定のなかで裁判官は、1977年のブルージェイズ創設以来インディアンスがトロントで200試合以上してきたことに触れて「この差止請求を今ではなく、もっと前に提出できなかった理由は存在しないというのが私の見解だ」と述べつつも「球団名やロゴが人権条例に抵触しているかについて、審理されるべき重大な事案」の存在を認めていた。2017年5月に州人権審判所が審理入りを決めると、6月にはMLB側が「連邦登録商標の使用を事実上禁止しうる問題について、州の審判所に管轄権はあるのか」と州上級裁へ司法審査を求めた。その一方で同年4月、MLB機構コミッショナーのロブ・マンフレッドは、インディアンスのオーナー陣に対しワフー酋長の封印を求める考えを明らかにした。
2018年1月、その年を最後にインディアンスはワフー酋長の使用を止めるとMLB機構が発表した。さらに同年9月、インディアンスはトロント遠征に合わせ、ユニフォームの左袖に残っていたワフー酋長のアップリケを外した。こうした動きを受けてカーディナル側の弁護士は、一連の問題が和解に至ったと明かした。ワフー酋長と並び問題視されていた球団名についても、将来的な変更方針が2020年に発表され、カーディナルは「各自がすべきことをし、その名前はふさわしくないと理解されたことを、たいへん嬉しく思います」と述べた。